# SBS 인기가요의 역대 수상자 목록
이 문서에는 SBS 인기가요 역대 수상자 목록을 담고 있다.

## 1위 수상자

### 1991년
| 12월 - 12월 15일 (1회) - 김현식 / 내사랑 내곁에 - 12월 22일 (2회) - 김현식 / 내사랑 내곁에 (2주 연속) |

### 1992년
| 1월 - 1월 5일 (4회) - 김정수 / 당신 - 1월 12일 (5회) - 이범학 / 이별 아닌 이별 - 1월 19일 (6회) - 김정수 / 당신 (통산 2주) - 1월 26일 (7회) - 신승훈 / 보이지 않는 사랑 2월 - 2월 2일 (8회) - 신승훈 / 보이지 않는 사랑 (2주 연속) - 2월 9일 (9회) - 신승훈 / 보이지 않는 사랑 (3주 연속) - 2월 16일 (10회) - 신승훈 / 보이지 않는 사랑 (4주 연속) - 2월 23일 (11회) - 신승훈 / 보이지 않는 사랑 (5주 연속) 3월 - 3월 1일 (12회) - 신승훈 / 보이지 않는 사랑 (6주 연속) - 3월 8일 (13회) - 신승훈 / 보이지 않는 사랑 (7주 연속) - 3월 15일 (14회) - 신승훈 / 보이지 않는 사랑 (8주 연속) - 3월 24일 (15회) - 신승훈 / 보이지 않는 사랑 (9주 연속) - 3월 31일 (16회) - 신승훈 / 보이지 않는 사랑 (10주 연속) 4월 - 4월 7일 (17회) - 신승훈 / 보이지 않는 사랑 (11주 연속) - 4월 14일 (18회) - 신승훈 / 보이지 않는 사랑 (12주 연속) - 4월 21일 (19회) - 신승훈 / 보이지 않는 사랑 (13주 연속) - 4월 28일 (20회) - 신승훈 / 보이지 않는 사랑 (14주 연속) 5월 - 5월 5일 (21회) - 이상우 / 하룻밤의 꿈 - 5월 12일 (22회) - 신승훈 / 보이지 않는 사랑 (통산 15주) - 5월 19일 (23회) - 이상우 / 하룻밤의 꿈 (통산 2주) - 5월 26일 (24회) - 이상우 / 하룻밤의 꿈 (2주 연속, 통산 3주) 6월 - 6월 2일 (25회) - 김국환 / 타타타 - 6월 9일 (26회) - 이상우 / 하룻밤의 꿈 (통산 4주) - 6월 16일 (27회) - 서태지와 아이들 / 난 알아요 - 6월 23일 (28회) - 서태지와 아이들 / 난 알아요 (2주 연속) - 6월 30일 (29회) - 서태지와 아이들 / 난 알아요 (3주 연속) 7월 - 7월 7일 (30회) - 서태지와 아이들 / 난 알아요 (4주 연속) - 7월 14일 (31회) - 서태지와 아이들 / 난 알아요 (5주 연속) - 7월 21일 (32회) - 서태지와 아이들 / 난 알아요 (6주 연속) - 7월 28일 (33회) - 서태지와 아이들 / 난 알아요 (7주 연속) 8월 - 8월 4일 (34회) - 서태지와 아이들 / 난 알아요 (8주 연속) - 8월 11일 (35회) - 서태지와 아이들 / 난 알아요 (9주 연속) - 8월 18일 (36회) - 서태지와 아이들 / 난 알아요 (10주 연속) - 8월 25일 (37회) - 서태지와 아이들 / 난 알아요 (11주 연속) 9월 - 9월 1일 (38회) - 서태지와 아이들 / 난 알아요 (12주 연속) - 9월 8일 (39회) - 이현우 / 꿈 - 9월 15일 (40회) - 이현우 / 꿈 (2주 연속) - 9월 22일 (41회) - 이현우 / 꿈 (3주 연속) - 9월 29일 (42회) - 김종서 / 대답 없는 너 10월 - 10월 6일 (43회) - 김종서 / 대답 없는 너 (2주 연속) - 10월 13일 (44회) - 신성우 / 내일을 향해 - 10월 20일 (45회) - 서태지와 아이들 / 환상속의 그대 - 10월 27일 (46회) - 서태지와 아이들 / 환상속의 그대 (2주 연속) 11월 - 11월 3일 (47회) - 서태지와 아이들 / 환상속의 그대 (3주 연속) - 11월 17일 (48회) - 현진영 / 흐린 기억속의 그대 - 11월 24일 (49회) - 현진영 / 흐린 기억속의 그대 (2주 연속) 12월 - 12월 1일 (50회) - 현진영 / 흐린 기억속의 그대 (3주 연속) - 12월 8일 (51회) - 현진영 / 흐린 기억속의 그대 (4주 연속) - 12월 15일 (52회) - 현진영 / 흐린 기억속의 그대 (5주 연속) - 12월 22일 (53회) - 현진영 / 흐린 기억속의 그대 (6주 연속) - 12월 29일 (54회) - 1992년 연말결산 미집게 |

### 1993년
| 1월 - 1월 7일 (55회) - 현진영 / 흐린 기억속의 그대 (7주 연속) - 1월 14일 (56회) - 현진영 / 흐린 기억속의 그대 (8주 연속) - 1월 21일 (57회) - 김종서 / 지금은 알 수 없어 - 1월 28일 (58회) - 김종서 / 지금은 알 수 없어 (2주 연속) 2월 - 2월 4일 (59회) - 김종서 / 지금은 알 수 없어 (3주 연속) - 2월 11일 (60회) - 김종서 / 지금은 알 수 없어 (4주 연속) - 2월 18일 (61회) - 김종서 / 지금은 알 수 없어 (5주 연속) 3월 - 3월 4일 (62회) - 박정운 / 먼 훗날에 - 3월 11일 (63회) - 박정운 / 먼 훗날에 (2주 연속) - 3월 18일 (64회) - 김건모 / 잠못드는 밤 비는 내리고 - 3월 25일 (65회) - 김원준 / 모두 잠든 후에 4월 - 4월 1일 (66회) - 김원준 / 모두 잠든 후에 (2주 연속) - 4월 8일 (67회) - 김원준 / 모두 잠든 후에 (3주 연속) - 4월 15일 (68회) - 김원준 / 모두 잠든 후에 (4주 연속) - 4월 22일 (69회) - 김건모 / 잠못드는 밤 비는 내리고 (통산 2주) 5월 - 5월 2일 (70회) - 노이즈 / 너에게 원한건 - 5월 9일 (71회) - 노이즈 / 너에게 원한건 (2주 연속) - 5월 16일 (72회) - 잼 / 난 멈추지 않는다 - 5월 23일 (73회) - 노이즈 / 너에게 원한건 (3주 연속, 통산 2주) - 5월 30일 (74회) - 노이즈 / 너에게 원한건 (4주 연속, 통산 3주) 6월 - 6월 6일 - 결방 - 6월 13일 (75회) - 잼 / 난 멈추지 않는다 (통산 2주) - 6월 20일 (76회) - 잼 / 난 멈추지 않는다 (2주 연속, 통산 3주) - 6월 27일 (77회) - 이무송 / 사는게 뭔지 7월 - 7월 4일 (78회) - 이무송 / 사는게 뭔지 (2주 연속) - 7월 11일 (79회) - 이무송 / 사는게 뭔지 (3주 연속) - 7월 18일 (80회) - 이무송 / 사는게 뭔지 (4주 연속) - 7월 25일 (81회) - 서태지와 아이들 / 하여가 8월 - 8월 1일 (82회) - 서태지와 아이들 / 하여가 (2주 연속) - 8월 8일 (83회) - 서태지와 아이들 / 하여가 (3주 연속) - 8월 15일 - 결방 - 8월 22일 (84회) - 서태지와 아이들 / 하여가 (4주 연속) - 8월 29일 (85회) - 서태지와 아이들 / 하여가 (5주 연속) 9월 - 9월 5일 (86회) - 서태지와 아이들 / 하여가 (6주 연속) - 9월 12일 (87회) - 서태지와 아이들 / 하여가 (7주 연속) - 9월 19일 (88회) - 김수희 / 애모 10월 - 10월 10일 (89회) - 김수희 / 애모 (2주 연속) - 10월 17일 (90회) - 총결산 특집 (SBS 인기가요 마지막 방송) |

### 1998년
| 2월 - 2월 1일 (1회) - 터보 / 회상 - 2월 8일 (2회) - 터보 / 회상 (2주 연속) - 2월 15일 (3회) - 터보 / 회상 (3주 연속) - 2월 22일 (4회) - S.E.S. / I'm Your Girl 3월 - 3월 1일 (5회) - S.E.S. / I'm Your Girl (2주 연속) - 3월 8일 (6회) - 박진영 / Honey - 3월 15일 (7회) - 박진영 / Honey (2주 연속) - 3월 22일 (8회) - 신승훈 / 지킬 수 없는 약속 - 3월 29일 (9회) - 신승훈 / 지킬 수 없는 약속 (2주 연속) 4월 - 4월 5일 (10회) - 신승훈 / 지킬 수 없는 약속 (3주 연속) - 4월 12일 (11회) - S.E.S. / Oh, My Love - 4월 19일 (12회) - 쿨 / 애상 - 4월 26일 (13회) - 쿨 / 애상 (2주 연속) 5월 - 5월 3일 (14회) - 쿨 / 애상 (3주 연속) - 5월 10일 (15회) - 쿨 / 애상 (4주 연속) - 5월 17일 (16회) - 임창정 / 별이 되어 - 5월 24일 (17회) - 임창정 / 별이 되어 (2주 연속) - 5월 31일 - 1998 드림콘서트 편성 관계로 결방 6월 - 6월 7일 (18회) - 유승준 / 나나나 - 6월 14일 (19회) - 유승준 / 나나나 (2주 연속) - 6월 21일 (20회) - 유승준 / 나나나 (3주 연속) - 6월 28일 (21회) - 유승준 / 나나나 (4주 연속) | 7월 - 7월 5일 (22회) - 디바 / 왜 불러 - 7월 12일 (23회) - 김민종 / 착한 사랑 - 7월 19일 (24회) - 김민종 / 착한 사랑 (2주 연속) - 7월 26일 (25회) - 김민종 / 착한 사랑 (3주 연속) 8월 - 8월 2일 (26회) - 김민종 / 착한 사랑 (4주 연속) - 8월 9일 (27회) - 김현정 / 그녀와의 이별 - 8월 16일 (28회) - 김현정 / 그녀와의 이별 (2주 연속) - 8월 23일 (29회) - 젝스키스 / Road Fighter - 8월 30일 (30회) - 젝스키스 / Road Fighter (2주 연속) 9월 - 9월 6일 (31회) - 핑클 / 내 남자친구에게 - 9월 13일 (32회) - 핑클 / 내 남자친구에게 (2주 연속) - 9월 20일 (33회) - 엄정화 / Poison - 9월 27일 (34회) - 젝스키스 / 무모한 사랑 10월 - 10월 4일 (35회) - 엄정화 / Poison (통산 2주) - 10월 11일 (36회) - 젝스키스 / 무모한 사랑 (통산 2주) - 10월 18일 (37회) - H.O.T. / 열맞춰 - 10월 25일 - 신세대 가요제 특집 편성 11월 - 11월 1일 - 98 사랑의 콘서트 특집 편성 - 11월 8일 (38회) - H.O.T. / 열맞춰 (2주 연속) - 11월 15일 (39회) - 핑클 / 루비 - 11월 22일 (40회) - 터보 / 애인이 생겼어요 - 11월 29일 (41회) - H.O.T. / 빛 12월 - 12월 6일 (42회) - H.O.T. / 빛 (2주 연속) - 12월 13일 (43회) - H.O.T. / 빛 (3주 연속) - 12월 20일 (44회) - 젝스키스 / 커플 - 12월 27일 - 결방 |

### 1999년
| 1월 - 1월 3일 (45회) - 젝스키스 / 커플 (2주 연속) - 1월 10일 (46회) - S.E.S. / Dreams Come True - 1월 17일 (47회) - 터보 / X - 1월 24일 (48회) - 1TYM / 1TYM - 1월 31일 (49회) - S.E.S. / 너를 사랑해 2월 - 2월 7일 (50회) - 1TYM / 1TYM (통산 2주) - 2월 14일 (51회) - 1TYM / 1TYM (연속 2주, 통산 3주) - 2월 21일 - 김대중 대통령 국민과의 대화 중계방송 관계로 결방 - 2월 28일 (52회) - S.E.S. / 너를 사랑해 (통산 2주) 3월 - 3월 7일 (53회) - S.E.S. / 너를 사랑해 (연속 2주, 통산 3주) - 3월 14일 (54회) - 쿨 / 미절 - 3월 21일 (55회) - 룰라 / 기도 - 3월 28일 (56회) - 룰라 / 기도 (2주 연속) 4월 - 4월 4일 (57회) - 룰라 / 기도 (3주 연속) - 4월 11일 (58회) - 김현정 / 되돌아온 이별 - 4월 18일 (59회) - 김현정 / 되돌아온 이별 (2주 연속) - 4월 25일 (60회) - 김민종 / 비원 5월 - 5월 2일 (61회) - 임창정 / Love Affair - 5월 9일 (62회) - 유승준 / 열정 - 5월 16일 (63회) - 유승준 / 열정 (2주 연속) - 5월 23일 - 1999 드림콘서트 - 5월 30일 (64회) - 유승준 / 열정 (3주 연속) 6월 - 6월 6일 - 기아체험 24시간 특집 편성 - 6월 13일 (65회) - 핑클 / 영원한 사랑 - 6월 20일 (66회) - 핑클 / 영원한 사랑 (2주 연속) - 6월 27일 (67회) - 핑클 / 영원한 사랑 (3주 연속) | 7월 - 7월 4일 (68회) - 신화 / T.O.P - 7월 11일 (69회) - 유승준 / 슬픈 침묵 - 7월 18일 (70회) - 신화 / T.O.P (통산 2주) - 7월 25일 (71회) - 엄정화 / 몰라 8월 - 8월 1일 (72회) - 핑클 / 자존심 - 8월 8일 (73회) - 컨츄리꼬꼬 / 일심 - 8월 15일 (74회) - 신화 / Yo! - 8월 22일 (75회) - 신화 / Yo! (2주 연속) - 8월 29일 (76회) - 양파 / Addio 9월 - 9월 5일 (77회) - 박지윤 / 가버려 - 9월 12일 (78회) - 젝스키스 / Com' Back - 9월 19일 (79회) - 젝스키스 / Com' Back (2주 연속) - 9월 26일 (80회) - 젝스키스 / Com' Back (3주 연속) 10월 - 10월 3일 (81회) - H.O.T. / 아이야 - 10월 10일 (82회) - H.O.T. / 아이야 (2주 연속) - 10월 17일 - 밀레니엄 콘서트 특집 편성 - 10월 24일 (83회) - H.O.T. / 아이야 (3주 연속) - 10월 31일 (84회) - 베이비복스 / Killer 11월 - 11월 7일 (85회) - 젝스키스 / 예감 - 11월 14일 (86회) - 조성모 / 슬픈 영혼식 - 11월 21일 (87회) - 젝스키스 / 예감 (통산 2주) - 11월 28일 (88회) - 이정현 / 와 12월 - 12월 5일 (89회) - 이정현 / 와 (2주 연속) - 12월 12일 (90회) - 핑클 / To My Prince - 12월 19일 (91회) - 유승준 / 비전 - 12월 26일 (92회) - 유승준 / 비전 (2주 연속) |

### 2000년
| 1월 - 1월 2일 (93회) - 유승준 / 비전 (3주 연속) - 1월 9일 (94회) - god / 사랑해 그리고 기억해 - 1월 16일 (95회) - 이정현 / 바꿔 - 1월 23일 (96회) - S.E.S. / Twilight Zone - 1월 30일 (97회) - SKY / 영원 2월 - 2월 6일 - New! 밀레니엄 콘서트 특집 편성으로 결방 - 2월 13일 (98회) - 유승준 / 연가 - 2월 20일 (99회) - 유승준 / 연가 (2주 연속) - 2월 27일 (100회 특집) - 조성모 / 가시나무 3월 - 3월 5일 (101회) - god / 애수 - 3월 12일 (102회) - god / 애수 (2주 연속) - 3월 19일 (103회) - god / 애수 (3주 연속) - 3월 26일 (104회) - 임창정 / 나의 연인 4월 - 4월 2일 (105회) - 임창정 / 나의 연인 (2주 연속) - 4월 9일 (106회) - god / Friday Night - 4월 16일 (107회) - god / Friday Night (2주 연속) - 4월 23일 (108회) - god / Friday Night (3주 연속) - 4월 30일 (109회) - 샤크라 / 한 5월 - 5월 7일 (110회) - 김민종 / 왜 - 5월 14일 (111회) - 김민종 / 왜 (2주 연속) - 5월 21일 (112회) - 김민종 / 왜 (3주 연속) - 5월 28일 - 2000 드림콘서트 특집 편성 6월 - 6월 4일 (113회) - 1TYM / One Love - 6월 11일 (114회) - 백지영 / Dash - 6월 18일 (115회) - 백지영 / Dash (2주 연속) - 6월 25일 (116회) - J / 어제처럼 | 7월 - 7월 2일 (117회) - 김현정 / 멍 - 7월 9일 (118회) - 신화 / Only One - 7월 16일 (119회) - 신화 / Only One (2주 연속) - 7월 23일 (120회) - 컨츄리꼬꼬 / 오! 가니 - 7월 30일 (121회) - 컨츄리꼬꼬 / 오! 가니 (2주 연속) 8월 - 8월 6일 (122회) - 이정현 / 너 - 8월 13일 (123회) - 이정현 / 너 (2주 연속) - 8월 20일 (124회) - 백지영 / Sad Salsa - 8월 27일 (125회) - 신화 / All Your Dreams 9월 - 9월 3일 (126회) - 홍경민 / 흔들린 우정 - 9월 10일 (127회) - 홍경민 / 흔들린 우정 (2주 연속) - 9월 17일 - 2000년 시드니 올림픽 경기 중계방송 관계로 결방 - 9월 24일 (128회) - 조성모 / 아시나요 10월 - 10월 1일 - 2000년 시드니 올림픽 경기와 폐막식 중계방송 관계로 결방 - 10월 8일 (129회) - 조성모 / 아시나요 (2주 연속) - 10월 15일 (130회) - 조성모 / 아시나요 (3주 연속) - 10월 22일 (131회) - H.O.T. / Outside Castle - 10월 29일 (132회) - H.O.T. / Outside Castle (2주 연속) 11월 - 11월 5일 (133회) - H.O.T. / Outside Castle (3주 연속) - 11월 12일 (134회) - 핑클 / Now - 11월 19일 (135회) - 핑클 / Now (2주 연속) - 11월 26일 (136회) - 핑클 / Now (3주 연속) 12월 - 12월 3일 (137회) - god / 거짓말 - 12월 10일 (138회) - god / 거짓말 (2주 연속) - 12월 17일 (139회) - god / 거짓말 (3주 연속) - 12월 24일 (140회) - 유승준 / 찾길 바래 - 12월 31일 - 송년 특집 프로그램 편성으로 결방 |

### 2001년
| 1월 - 1월 7일 (141회) - 유승준 / 찾길 바래 (2주 연속) - 1월 14일 (142회) - 유승준 / 찾길 바래 (3주 연속) - 1월 21일 (143회) - 임창정 / 날 닮은 너 - 1월 28일 (144회) - 임창정 / 날 닮은 너 (2주 연속) 2월 - 2월 4일 (145회) - god / 니가 필요해 - 2월 11일 (146회) - god / 니가 필요해 (2주 연속) - 2월 18일 (147회) - S.E.S. / 감싸 안으며 - 2월 25일 (148회) - S.E.S. / 감싸 안으며 (2주 연속) 3월 - 3월 4일 (149회) - 포지션 / I Love You - 3월 11일 (150회) - 포지션 / I Love You (2주 연속) - 3월 18일 (151회) - 포지션 / I Love You (3주 연속) - 3월 25일 (152회) - 이지훈 / 인형 4월 - 4월 1일 (153회) - 차태현 / I Love You - 4월 8일 (154회) - 지누션 / A-Yo - 4월 15일 (155회) - 샵 / Sweety - 4월 22일 (156회) - 샵 / Sweety (2주 연속) - 4월 29일 (157회) - 샤크라 / 끝 5월 - 5월 6일 (158회) - 싸이 / 새 - 5월 13일 (159회) - 핑클 / 당신은 모르실거야 - 5월 20일 - 2001 드림콘서트 - 5월 27일 (160회) - 핑클 / 당신은 모르실거야 (2주 연속) 6월 - 6월 3일 (161회) - 드렁큰타이거 / Good Life - 6월 10일 (162회) - 드렁큰타이거 / Good Life (2주 연속) - 6월 17일 (163회) - 클릭B / 백전무패 - 6월 24일 (164회) - 싸이 / 끝 | 7월 - 7월 1일 (165회) - 샵 / 백일기도 - 7월 8일 (166회) - 김건모 / 짱가 - 7월 15일 (167회) - 김건모 / 짱가 (2주 연속) - 7월 22일 (168회) - 김건모 / 짱가 (3주 연속) - 7월 29일 (169회) - 문차일드 / 사랑하니까 8월 - 8월 5일 (170회) - 박진영 / 난 여자가 있는데 - 8월 12일 (171회) - 쿨 / Jumpo Mambo - 8월 19일 (172회) - 쿨 / Jumpo Mambo (2주 연속) - 8월 26일 (173회) - UN / 파도 9월 - 9월 2일 (174회) - S.E.S. / 꿈을 모아서 - 9월 9일 (175회) - 신화 / Hey, Come On! - 9월 16일 (176회) - 신화 / Hey, Come On! (2주 연속) - 9월 23일 (177회) - 임창정 / 기다리는 이유 - 9월 30일 (178회) - 임창정 / 기다리는 이유 (2주 연속) 10월 - 10월 7일 (179회) - 유승준 / Wow - 10월 14일 - 2001 환경콘서트 특집 편성 - 10월 21일 (180회) - 유승준 / Wow (2주 연속) - 10월 28일 (181회) - 왁스 / 화장을 고치고 11월 - 11월 4일 (182회) - 이기찬 / 또 한번 사랑은 가고 - 11월 11일 (183회) - 이기찬 / 또 한번 사랑은 가고 (2주 연속) - 11월 18일 (184회) - UN / 선물 - 11월 25일 (185회) - 김민종 / You're My Life 12월 - 12월 2일 (186회) - 장나라 / 고백 - 12월 9일 (187회) - god / 길 - 12월 16일 (188회) - god / 길 (2주 연속) - 12월 23일 (189회) - god / 길 (3주 연속) - 12월 30일 - 결방 |

### 2002년
| 1월 - 1월 6일 (190회) - 윤미래 / 시간이 흐른 뒤 - 1월 13일 (191회) - 샵 / 내 입술... 따뜻한 커피처럼 - 1월 20일 (192회) - 장나라 / 4월 이야기 - 1월 27일 (193회) - god / 니가 있어야 할 곳 2월 - 2월 3일 (194회) - god / 니가 있어야 할 곳 (2주 연속) - 2월 10일 (195회) - god / 니가 있어야 할 곳 (3주 연속) - 2월 17일 (196회) - JTL / A Better Day - 2월 24일 (197회) - JTL / A Better Day (2주 연속) 3월 - 3월 3일 (198회) - JTL / A Better Day (3주 연속) - 3월 10일 (199회) - S.E.S. / U - 3월 17일 (200회 특집) - S.E.S. / U (2주 연속) - 3월 24일 (201회) - S.E.S. / U (3주 연속) - 3월 31일 (202회) - 핑클 / 영원 4월 - 4월 7일 (203회) - 핑클 / 영원 (2주 연속) - 4월 14일 (204회) - 핑클 / 영원 (3주 연속) - 4월 21일 (205회) - 신화 / Perfect Man - 4월 28일 (206회) - 신화 / Perfect Man (2주 연속) 5월 - 5월 5일 (207회) - 신화 / Perfect Man(3주 연속) - 5월 12일 (208회) - 보아 / No.1 - 5월 19일 (209회) - 보아 / No.1 (2주 연속) - 5월 26일 (210회) - 보아 / No.1 (3주 연속) 6월 - 6월 2일 (211회) - 컨츄리꼬꼬 / 콩가 - 6월 9일 (212회) - 베이비복스 / 우연 - 6월 16일 (213회) - 베이비복스 / 우연 (2주 연속) - 6월 23일 (214회) - 임창정 / 슬픈 혼잣말 - 6월 30일 (215회) - 임창정 / 슬픈 혼잣말 (2주 연속) | 7월 - 7월 7일 (216회) - 임창정 / 슬픈 혼잣말(3주 연속) - 7월 14일 (217회) - 플라이 투 더 스카이 / Sea Of Love - 7월 21일 (218회) - 플라이 투 더 스카이 / Sea Of Love (2주 연속) - 7월 28일 (219회) - 휘성 / 안되나요 8월 - 8월 4일 (220회) - 휘성 / 안되나요 (2주 연속) - 8월 11일 (221회) - 쿨 / 진실 - 8월 18일 (222회) - 쿨 / 진실 (2주 연속) - 8월 25일 (223회) - 성시경 / 우린 제법 잘 어울려요 9월 - 9월 1일 (224회) - 문희준 / 아낌없이 주는 나무 - 9월 8일 (225회) - 왁스 / 부탁해요 - 9월 15일 (226회) - 왁스 / 부탁해요 (2주 연속) - 9월 22일 - 추석 특집 프로그램 편성으로 결방 - 9월 29일 (227회) - 김현정 / 단칼 10월 - 10월 6일 (228회) - 비 / 안녕이란 말 대신 - 10월 13일 (229회) - 강타 / 사랑은 기억보다 - 10월 20일 (230회) - 이수영 / 라라라 - 10월 27일 - 서울사랑 축제 'Hi SEOUL' 편성 관계로 결방 11월 - 11월 3일 (231회) - 장나라 / Sweet Dream - 11월 10일 (232회) - 보아 / VALENTI - 11월 17일 (233회) - 박효신 / 좋은 사람 - 11월 24일 (234회) - 박효신 / 좋은 사람 (2주 연속) 12월 - 12월 1일 (235회) - 싸이 / 챔피언 - 12월 8일 (236회) - YG 패밀리 / 멋쟁이 신사 - 12월 15일 (237회) - UN / Miracle - 12월 22일 (238회) - UN / Miracle (2주 연속) - 12월 29일 - 2002 SBS 가요대전 방송 관계로 결방 |

### 2003년
| 1월 - 1월 5일 (239회) - 이기찬 / 감기 - 1월 12일 (240회) - 부활 / Never Ending Story - 1월 19일 (241회) - 부활 / Never Ending Story (2주 연속) - 1월 26일 (242회) - 장나라 / Snow Man |

## 뮤티즌송 수상자
- 적용 기간 : 2003년 2월 9일 ~ 2012년 7월 8일
- 2009년 5월 31일부터는 결방된 주의 뮤티즌송 시상을 별도로 진행함.

### 2003년
| 2월 - 2월 2일 - 결방 - 2월 9일 (243회) - 신화 / 너의 결혼식 - 2월 16일 (244회) - 신화 / 너의 결혼식 (2주 연속) - 2월 23일 - 대구지하철 화재 참사 특별생방송 관계로 결방 3월 - 3월 2일 (245회) - god / 편지 - 3월 9일 (246회) - 이수영 / Good-Bye - 3월 16일 (247회) - 클릭B / Cowboy - 3월 23일 (248회) - NRG / Hit Song - 3월 30일 (249회) - 박지윤 / DJ 4월 - 4월 6일 (250회) - 김건모 / My Son - 4월 13일 (251회) - NRG / Hit Song (통산 2주) - 4월 20일 (252회) - 조성모 / 피아노 - 4월 27일 (253회) - 안재욱 / 친구 5월 - 5월 4일 (254회) - 세븐 / 와줘 - 5월 11일 (255회) - 세븐 / 와줘 (2주 연속) - 5월 18일 - 2003 F 콘서트 특집 편성 - 5월 25일 - Hi Seoul 페스티벌 2003 중계방송 관계로 결방 6월 - 6월 1일 (256회) - 베이비복스 / 나 어떡해 - 6월 8일 (257회) - 차태현 / Again To Me - 6월 15일 (258회) - 차태현 / Again To Me (2주 연속) - 6월 22일 (259회) - 보아 / 아틀란티스 소녀 - 6월 29일 (260회) - 코요태 / 비상 | 7월 - 7월 6일 (261회) - 보아 / 아틀란티스 소녀 (통산 2주) - 7월 13일 (262회) - 보아 / 아틀란티스 소녀(연속 2주, 통산 3주) - 7월 20일 (263회) - 임창정 / 소주 한 잔 - 7월 27일 - 한국 전쟁 정전 협정 체결 50주년 기념 평화 콘서트 중계방송 관계로 결방 8월 - 8월 3일 (264회) - 쿨 / 결혼을 할 거라면 - 8월 10일 (265회) - 쿨 / 결혼을 할 거라면 (2주 연속) - 8월 17일 (266회) - 쿨 / 결혼을 할 거라면 (3주 연속) - 8월 24일 (267회) - 플라이 투 더 스카이 / Missing You - 8월 31일 (268회) - 플라이 투 더 스카이 / Missing You (2주 연속) 9월 - 9월 7일 (269회) - 이효리 / 10 Minutes - 9월 14일 (270회) - 이효리 / 10 Minutes (2주 연속) - 9월 21일 (271회) - 이효리 / 10 Minutes (3주 연속) - 9월 28일 (272회) - JTL / Without Your Love 10월 - 10월 5일 (273회) - 휘성 / With Me - 10월 12일 (274회) - 휘성 / With Me (2주 연속) - 10월 19일 (275회) - S / I Swear - 10월 26일 (276회) - S / I Swear (2주 연속) 11월 - 11월 2일 (277회) - S / I Swear (3주 연속) - 11월 9일 (278회) - 비 / 태양을 피하는 방법 - 11월 16일 - 2003 사랑 나눔 콘서트 - 11월 23일 (279회) - 비 / 태양을 피하는 방법 (2주 연속) - 11월 30일 (280회) - 비 / 태양을 피하는 방법 (3주 연속) 12월 - 12월 7일 (281회) - 휘성 / 다시 만난 날 - 12월 14일 (282회) - 렉시 / 애송이 - 12월 21일 (283회) - 렉시 / 애송이 (2주 연속) - 12월 28일 (284회) - 성시경 / 차마 |

### 2004년
| 1월 - 1월 4일 (285회) - 장나라 / 기도 - 1월 11일 (286회) - 장나라 / 기도 (2주 연속) - 1월 18일 (287회) - MC THE MAX / 사랑의 시 - 1월 25일 (288회) - MC THE MAX / 사랑의 시 (2주 연속) 2월 - 2월 1일 (289회) - 1TYM / HOT 뜨거 - 2월 8일 (290회) - 1TYM / HOT 뜨거 (2주 연속) - 2월 15일 (291회) - MC THE MAX / 사랑의 시 (통산 3주) - 2월 22일 (292회) - 1TYM / HOT 뜨거 (통산 3주) - 2월 29일 (293회) - 테이 / 사랑은 향기를 남기고 3월 - 3월 7일 (294회) - 테이 / 사랑은 향기를 남기고 (2주 연속) - 3월 14일 (295회) - 테이 / 사랑은 향기를 남기고 (3주 연속) - 3월 21일 (296회) - MC THE MAX / 그대는 눈물겹다 - 3월 28일 (297회) - 동방신기 / Hug 4월 - 4월 4일 (298회) - 동방신기 / Hug (2주 연속) - 4월 11일 (299회) - 동방신기 / Hug (3주 연속) - 4월 18일 (300회 특집) - 코요태 / 디스코왕 - 4월 25일 - 제주 PATA 총회 경축 콘서트 중계방송 관계로 결방 5월 - 5월 2일 (301회) - 코요태 / 디스코왕 (2주 연속) - 5월 9일 (302회) - 조PD / 친구여 - 5월 16일 (303회) - 코요태 / 디스코왕 (통산 3주) - 5월 23일 (304회) - 조PD / 친구여 (통산 2주) - 5월 30일 (305회) - MC몽 / 180도 6월 - 6월 6일 - 2004 기아체험 24시간 특별생방송 관계로 결방 - 6월 13일 - 2004 F 콘서트 - 6월 20일 (306회) - MC몽 / 180도 (2주 연속) - 6월 27일 (307회) - 코요태 / 불꽃 | 7월 - 7월 4일 (308회) - 보아 / My Name - 7월 11일 (309회) - 보아 / My Name (2주 연속) - 7월 18일 (310회) - 보아 / My Name (3주 연속) - 7월 25일 (311회) - 팀 / 고마웠다고... 8월 - 8월 1일 (312회) - 린 / 사랑했잖아 - 8월 8일 (313회) - 세븐 / 열정 - 8월 15일 (314회) - 세븐 / 열정 (2주 연속) - 8월 22일 (315회) - 이승기 / 내 여자라니까 - 8월 29일 (316회) - 세븐 / 열정 (통산 3주) 9월 - 9월 5일 (317회) - 동방신기 / The Way U Are - 9월 12일 (318회) - 보아 / Spark - 9월 19일 (319회) - 보아 / Spark (2주 연속) - 9월 26일 (320회) - 김종국 / 한 남자 10월 - 10월 3일 (321회) - 김종국 / 한 남자 (2주 연속) - 10월 10일 (322회) - 신화 / Brand New - 10월 17일 (323회) - 신화 / Brand New(2주 연속) - 10월 24일 - 결식아동에게 희망을 - 2004 뮤직온 콘서트 중계방송 관계로 결방 - 10월 31일 (324회) - 거미 / 기억상실 11월 - 11월 7일 (325회) - 비 / It's Raining - 11월 14일 - 2004 사랑 나눔 콘서트 - 11월 21일 (326회) - 비 / It's Raining (2주 연속) - 11월 28일 (327회) - 비 / It's Raining (3주 연속) 12월 - 12월 5일 (328회) - 동방신기 / 믿어요 - 12월 12일 (329회) - 신화 / 열병 - 12월 19일 (330회) - 신화 / 열병(2주 연속) - 12월 26일 (331회) - 비 / I Do |

### 2005년
| 1월 - 1월 2일 (332회) - 동방신기 / Tri-Angle - 1월 9일 (333회) - god / 보통날 - 1월 16일 (334회) - god / 보통날 (2주 연속) - 1월 23일 (335회) - MC THE MAX / 행복하지 말아요 - 1월 30일 (336회) - god / 반대가 끌리는 이유 2월 - 2월 6일 (337회) - god / 반대가 끌리는 이유 (2주 연속) - 2월 13일 (338회) - god / 반대가 끌리는 이유 (3주 연속) - 2월 20일 (339회) - 테이 / 사랑은 하나다 - 2월 27일 (340회) - 테이 / 사랑은 하나다 (2주 연속) 3월 - 3월 6일 (341회) - 테이 / 사랑은 하나다 (3주 연속) - 3월 13일 (342회) - MC THE MAX / 이별이라는 이름 - 3월 20일 (343회) - 조성모 / Mr. Flower - 3월 27일 (344회) - 버즈 / 겁쟁이 4월 - 4월 3일 (345회) - 조성모 / Mr. Flower (통산 2주) - 4월 10일 (346회) - 조성모 / Mr. Flower (연속 2주, 통산 3주) - 4월 17일 (347회) - 버즈 / 겁쟁이 (통산 2주) - 4월 24일 (348회) - 버즈 / 겁쟁이 (연속 2주, 통산 3주) 5월 - 5월 1일 (349회) - 쥬얼리 / Superstar - 5월 8일 - 어버이날 특집 〈1040 맘마미아 콘서트〉 특집 편성 - 5월 15일 (350회) - SG워너비 / 죄와 벌 - 5월 22일 (351회) - SG워너비 / 죄와 벌 (2주 연속) - 5월 29일 (352회) - 성시경 / 잘 지내나요 6월 - 6월 5일 (353회) - 신혜성 / 같은 생각 - 6월 12일 (354회) - 신혜성 / 같은 생각 (2주 연속) - 6월 19일 (355회) - MC몽 / 천하무적 - 6월 26일 (356회) - 윤도현 / 사랑했나봐 | 7월 - 7월 3일 (357회) - MC몽 / 천하무적 (통산 2주) - 7월 10일 - 2005 아이 콘서트 특집 편성 - 7월 17일 (358회) - 보아 / Girls On Top - 7월 24일 (359회) - 보아 / Girls On Top (2주 연속) - 7월 31일 (360회) - 보아 / Girls On Top (3주 연속) 8월 - 8월 7일 (361회) - 김종국 / 제자리 걸음 - 8월 14일 (362회) - 김종국 / 제자리 걸음 (2주 연속) - 8월 21일 (363회) - 김종국 / 제자리 걸음 (3주 연속) - 8월 28일 (364회) - MC몽 / I Love U Oh Thank U 9월 - 9월 4일 (365회) - MC몽 / I Love U Oh Thank U (2주 연속) - 9월 11일 (366회) - 김종국 / 사랑스러워 - 9월 18일 - 추석 특집 프로그램 방송 관계로 결방 - 9월 25일 (367회) - 김종국 / 사랑스러워 (2주 연속) 10월 - 10월 2일 (368회) - 김종국 / 사랑스러워 (3주 연속) - 10월 9일 (369회) - 동방신기 / Rising Sun - 10월 16일 (370회) - 동방신기 / Rising Sun (2주 연속) - 10월 23일 (371회) - 동방신기 / Rising Sun (3주 연속) - 10월 30일 - 결방 11월 - 11월 6일 (372회) - 휘성 / Good-Bye Luv - 11월 13일 - 2005 사랑 나눔 콘서트 특집 편성 - 11월 20일 (373회) - M / Girl Friend - 11월 27일 (374회) - 에픽하이 / Fly 12월 - 12월 4일 (375회) - god /투러브 - 12월 11일 (376회) - 휘성 / 일년이면 - 12월 18일 (377회) - 리쌍 / 내가 웃는게 아니야 - 12월 25일 - 〈뮤직 인 크리스마스〉특집 편성 및 미집계 |

### 2006년
| 1월 - 1월 1일 - 결방 - 1월 8일 (378회) - 테이 / 그리움을 외치다 - 1월 15일 (379회) - MC THE MAX / 사랑은 아프려고 하는거죠 - 1월 22일 (380회) - MC THE MAX / 사랑은 아프려고 하는거죠 (2주 연속) - 1월 29일 - 대한민국 축구 국가대표팀 평가전 <대한민국: 크로아티아> (홍콩) 중계방송 관계로 결방 2월 - 2월 5일 (381회) - 플라이 투 더 스카이 / 남자답게 - 2월 12일 (382회) - 플라이 투 더 스카이 / 남자답게 (2주 연속) - 2월 19일 (383회) - 플라이 투 더 스카이 / 남자답게 (3주 연속) - 2월 26일 (384회) - 이수영 / Grace 3월 - 3월 5일 (385회) - 이수영 / Grace (2주 연속) - 3월 12일 (386회) - 이효리 / Get Ya - 3월 19일 (387회) - 이효리 / Get Ya (2주 연속) - 3월 26일 - K리그 <포항 스틸러스: 전남 드래곤즈> 중계방송 관계로 결방 4월 - 4월 2일 (388회) - 이승기 / 하기 힘든 말 - 4월 9일 (389회) - 플라이 투 더 스카이 / 피 - 4월 16일 (390회) - 세븐 / 난 알아요 - 4월 23일 (391회) - 씨야 / 여인의 향기 - 4월 30일 (392회) - SG워너비 / 내 사람 5월 - 5월 7일 (393회) - SG워너비 / 내 사람 (2주 연속) - 5월 14일 (394회) - SG워너비 / 내 사람 (3주 연속) - 5월 21일 (395회) - 토니 안 / 유추프라카치아 - 5월 28일 - 2006 아이 콘서트 특집 편성 6월 - 6월 4일 (396회) - 백지영 / 사랑 안해 - 6월 11일 (397회) - 신화 / Once In A Lifetime - 6월 18일 (398회) - 신화 / Once In A Lifetime (2주 연속) - 6월 25일 (399회) - 슈퍼주니어 / U | 7월 - 7월 2일 (400회 특집) - 버즈 / 남자를 몰라 - 7월 9일 (401회) - 슈퍼주니어 / U (통산 2주) - 7월 16일 (402회) - 슈퍼주니어 / U (연속 2주, 통산 3주) - 7월 23일 (403회) - SG워너비 / 사랑했어요 - 7월 30일 (404회) - SG워너비 / 사랑했어요 (2주 연속) 8월 - 8월 6일 (405회) - SG워너비 / 사랑했어요 (3주 연속) - 8월 13일 (406회) - 싸이 / 연예인 - 8월 20일 (407회) - 슈퍼주니어 / Dancing Out - 8월 27일 (408회) - 거북이 / 비행기 9월 - 9월 3일 (409회) - 거북이 / 비행기 (2주 연속) - 9월 10일 (410회) - 싸이 / 연예인 (통산 2주) - 9월 17일 (411회) - 싸이 / 연예인 (연속 2주, 통산 3주) - 9월 24일 (412회) - 장리인 / Timeless 10월 - 10월 1일 (413회) - 이승기 / 제발 - 10월 8일 - 추석 특집 프로그램 방송 관계로 결방 - 10월 15일 (414회) - 동방신기 / "O"-正.反.合. - 10월 22일 - 골프대회 중계방송 관계로 결방 - 10월 29일 (415회) - 동방신기 / "O"-正.反.合. (2주 연속) 11월 - 11월 5일 (416회) - 동방신기 / "O"-正.反.合. (3주 연속) - 11월 12일 - 2006 사랑 나눔 콘서트 - 11월 19일 (417회) - MC 몽 / 아이스크림 - 11월 26일 (418회) - 이루 / 까만 안경 12월 - 12월 3일 (419회) - 성시경 / 거리에서 - 12월 10일 (420회) - 세븐 /라라라 - 12월 17일 (421회) - 전진 / 사랑이 오지 않아요 - 12월 24일 (422회) - 장우혁 / 폭풍 속으로 - 12월 31일 - 2006 SBS 가요대전 방송관계로 결방 |

### 2007년
| 1월 - 1월 7일 (423회) - SS501 / 4 Chance - 1월 14일 (424회) - 손호영 / 사랑은 이별을 데리고 오다 - 1월 21일 (425회) - 브라이언 / 가지마 - 1월 28일 (426회) - SS501 / 4 Chance (통산 2주) 2월 - 2월 4일 (427회) - SS501 / 4 Chance (연속 2주, 통산 3주) - 2월 11일 (428회) - 이루 / 흰 눈 - 2월 18일 - 설날 특집 프로그램 방송 관계로 결방 - 2월 25일 (429회) - 이루 / 흰 눈 (2주 연속) 3월 - 3월 4일 (430회) - 에픽하이 / Fan - 3월 11일 (431회) - 에픽하이 / Fan (2주 연속) - 3월 18일 (432회) - 이기찬 / 미인 - 3월 25일 - 수원컵 국제청소년축구대회(U-20) <대한민국: 폴란드> 중계방송 관계로 결방 4월 - 4월 1일 (433회) - 아이비 / 유혹의 소나타 - 4월 8일 (434회) - 아이비 / 유혹의 소나타 (2주 연속) - 4월 15일 - 드라마스페셜 마녀유희 7화, 8화 재방송 관계로 결방 - 4월 22일 (435회) - 아이비 / 유혹의 소나타 (3주 연속) - 4월 29일 (436회) - SG워너비 / 아리랑 5월 - 5월 6일 (437회) - SG워너비 / 아리랑 (2주 연속) - 5월 13일 (438회) - SG워너비 / 아리랑 (3주 연속) - 5월 20일 (439회) - 윤하 / 비밀번호 486 - 5월 27일 (440회) - 아이비 / 이럴거면 6월 - 6월 3일 (441회) - 윤하 / 비밀번호 486 (통산 2주) - 6월 10일 - 2007 드림콘서트 - 6월 17일 (442회) - 천상지희 더 그레이스 / 한번 더, OK? - 6월 24일 (443회) - 양파 / 사랑 그게 뭔데 | 7월 - 7월 1일 (444회) - 양파 / 사랑 그게 뭔데 (2주 연속) - 7월 8일 (445회) - 양파 / 사랑 그게 뭔데 (3주 연속) - 7월 15일 (446회) - 씨야 / 사랑의 인사 - 7월 22일 (447회) - 리쌍 / 발레리노 - 7월 29일 (448회) - FT아일랜드 / 사랑앓이 8월 - 8월 5일 (449회) - FT아일랜드 / 사랑앓이 (2주 연속) - 8월 12일 (450회) - FT아일랜드 / 사랑앓이 (3주 연속) - 8월 19일 (451회) - 플라이 투 더 스카이 / My Angel - 8월 26일 (452회) - 플라이 투 더 스카이 / My Angel (2주 연속) 9월 - 9월 2일 (453회) - 김동완 / 손수건 - 9월 9일 (454회) - 빅뱅 / 거짓말 - 9월 16일 (455회) - 이승기 / 착한 거짓말 - 9월 23일 - 추석 특집 프로그램 방송 관계로 결방 - 9월 30일 (456회) - 신혜성 / 첫사람 10월 - 10월 7일 (457회) - 휘성 / 사랑은 맛있다 - 10월 14일 - 드라마 로비스트 재방송 (1화~4화) 방송 관계로 결방 - 10월 21일 (458회) - 슈퍼주니어 / Don't Don - 10월 28일 (459회) - 원더걸스 / Tell Me 11월 - 11월 4일 - 2007 사랑 나눔 콘서트 방송 관계로 결방. - 11월 11일 (460회) - 원더걸스 / Tell Me (2주 연속) - 11월 18일 (461회) - 원더걸스 / Tell Me (3주 연속) - 11월 25일 (462회) - 소녀시대 / 소녀시대 12월 - 12월 2일 (463회) - 소녀시대 / 소녀시대 (2주 연속) - 12월 9일 (464회) - 박진영 / 니가 사는 그 집 - 12월 16일 (465회) - 빅뱅 / 마지막 인사 - 12월 23일 (466회) - 빅뱅 / 마지막 인사 (2주 연속) - 12월 30일 - 2007 SBS 가요대전 방송 관계로 결방 |

### 2008년
| 1월 - 1월 6일 (467회) - FT아일랜드 / 너 올 때까지 - 1월 13일 (468회) - 빅뱅 / 마지막 인사 (통산 3주) - 1월 20일 (469회) - 씨야 / 슬픈 발걸음 - 1월 27일 (470회) - 하하 / 너는 내 운명 2월 - 2월 3일 (471회) - 소녀시대 / Kissing You - 2월 10일 - 설날 연휴 방송 편성 관계로 결방 - 2월 17일 (472회) - 소녀시대 / Kissing You (2주 연속) - 2월 24일 (473회) - 박지헌 / 보고싶은 날엔 3월 - 3월 2일 (474회) - 브라운 아이드 걸스 / L.O.V.E - 3월 9일 (475회) - 브라운 아이드 걸스 / L.O.V.E (2주 연속) - 3월 16일 (476회) - 쥬얼리 / One More Time - 3월 23일 (477회) - 쥬얼리 / One More Time (2주 연속) - 3월 30일 (478회) - 쥬얼리 / One More Time (3주 연속) 4월 - 4월 6일 (479회) - 거미 / 미안해요 - 4월 13일 (480회) - 거미 / 미안해요 (2주 연속) - 4월 20일 (481회) - SS501 / 데자뷰 - 4월 27일 (482회) - 넬 / 기억을 걷는 시간 5월 - 5월 4일 (483회) - 다비치 / 슬픈 다짐 - 5월 11일 (484회) - 에픽하이 / One - 5월 18일 (485회) - 에픽하이 / One (2주 연속) - 5월 25일 (486회) - MC몽 / 서커스 6월 - 6월 1일 (487회) - SG워너비 / 라라라 - 6월 8일 - 2008 드림콘서트 - 6월 15일 (488회) - 원더걸스 / So Hot - 6월 22일 (489회) - 원더걸스 / So Hot (2주 연속) - 6월 29일 (490회) - 원더걸스 / So Hot (3주 연속) | 7월 - 7월 6일 (491회) - 태양 / 나만 바라봐 - 7월 13일 (492회) - 태양 / 나만 바라봐 (2주 연속) - 7월 20일 (493회) - 태양 / 나만 바라봐 (3주 연속) - 7월 27일 (494회) - 이효리 / U-Go-Girl 8월 - 8월 3일 (495회) - 이효리 / U-Go-Girl (2주 연속) - 8월 10일 (496회) - 이효리 / U-Go-Girl (3주 연속) - 8월 17일 (497회) - 다비치 / 사랑과 전쟁 - 8월 24일 (498회) - 빅뱅 / 하루하루 - 8월 31일 (499회) - 빅뱅 / 하루하루 (2주 연속) 9월 - 9월 7일 (500회 특집) - 빅뱅 / 하루하루 (3주 연속) - 9월 14일 - 추석 연휴 방송 편성관계로 결방 - 9월 21일 (501회) - 샤이니 / 산소같은 너 - 9월 28일 (502회) - 이효리 / Hey Mr.Big 10월 - 10월 5일 (503회) - 이효리 / Hey Mr.Big (2주 연속) - 10월 12일 (504회) - 동방신기 / 주문-MIROTIC - 10월 19일 (505회) - 동방신기 / 주문-MIROTIC (2주 연속) - 10월 26일 (506회) - 동방신기 / 주문-MIROTIC (3주 연속) 11월 - 11월 2일 (507회) - 비 / Rainism - 11월 9일 - 2008 사랑 나눔 콘서트 - 11월 16일 (508회) - 김종국 / 어제보다 오늘 더 - 11월 23일 (509회) - 김종국 / 어제보다 오늘 더 (2주 연속) - 11월 30일 (510회) - 빅뱅 / 붉은 노을 12월 - 12월 7일 (511회) - 빅뱅 / 붉은 노을 (2주 연속) - 12월 14일 (512회) - 빅뱅 / 붉은 노을 (3주 연속) - 12월 21일 (513회) - 백지영 / 총 맞은 것처럼 - 12월 28일 - 2008 SBS 가요대전 방송관계로 결방 |

### 2009년
| 1월 - 1월 4일 (514회) - 백지영 / 총 맞은 것처럼 (2주 연속) - 1월 11일 (515회) - SS501 / U R Man - 1월 18일 (516회) - 소녀시대 / Gee - 1월 25일 - 설날 연휴 방송 편성관계로 결방 2월 - 2월 1일 (517회) - 소녀시대 / Gee (2주 연속) - 2월 8일 (518회) - 소녀시대 / Gee (3주 연속) - 2월 15일 (519회) - 승리 / Strong Baby - 2월 22일 (520회) - 승리 / Strong Baby (2주 연속) 3월 - 3월 1일 (521회) - 승리 / Strong Baby (3주 연속) - 3월 8일 (522회) - 카라 / Honey - 3월 15일 (523회) - 다비치 / 8282 - 3월 22일 (524회) - 다비치 / 8282 (2주 연속) - 3월 29일 (525회) - 슈퍼주니어 / Sorry, Sorry 4월 - 4월 5일 (526회) - 슈퍼주니어 / Sorry, Sorry (2주 연속) - 4월 12일 (527회) - 슈퍼주니어 / Sorry, Sorry (3주 연속) - 4월 19일 (528회) - 손담비 / 토요일 밤에 - 4월 26일 (529회) - 손담비 / 토요일 밤에 (2주 연속) 5월 - 5월 3일 (530회) - 손담비 / 토요일 밤에 (3주 연속) - 5월 10일 (531회) - 2PM / Again & Again - 5월 17일 (532회) - 2PM / Again & Again (2주 연속) - 5월 24일 - 2PM / Again & Again (3주 연속) - 5월 31일 (533회) - SG워너비 / 사랑해 6월 - 6월 7일 (534회) - 슈퍼주니어 / 너라고 - 6월 14일 (535회) - 2NE1 / Fire - 6월 21일 (536회) - 2NE1 / Fire (2주 연속) - 6월 28일 (537회) - 샤이니 / Juliette | 7월 - 7월 5일 (538회) - 샤이니 / Juliette (2주 연속) - 7월 12일 (539회) - 소녀시대 / 소원을 말해봐 - 7월 19일 (540회) - 소녀시대 / 소원을 말해봐 (2주 연속) - 7월 26일 (541회) - 2NE1 / I Don't care 8월 - 8월 2일 (542회) - 2NE1 / I Don't care (2주 연속) - 8월 9일 (543회) - 2NE1 / I Don't care (3주 연속) - 8월 16일 (544회) - 브라운 아이드 걸스 / Abracadabra - 8월 23일 - 브라운 아이드 걸스 / Abracadabra (2주 연속) - 8월 30일 (545회) - 카라 / Wanna 9월 - 9월 6일 (546회) - G-Dragon / Heartbreaker - 9월 13일 (547회) - G-Dragon / Heartbreaker (2주 연속) - 9월 20일 (548회) - G-Dragon / Heartbreaker (3주 연속) - 9월 27일 (549회) - 포미닛 / Muzik 10월 - 10월 4일 - 이승기 / 우리 헤어지자 - 10월 11일 - 이승기 / 우리 헤어지자 (2주 연속) - 10월 18일 (550회) - 김태우 / 사랑비 - 10월 25일 (551회) - 김태우 / 사랑비 (2주 연속) 11월 - 11월 1일 (552회) - 샤이니 / Ring Ding Dong - 11월 8일 (553회) - 샤이니 / Ring Ding Dong (2주 연속) - 11월 15일 (554회) - 샤이니 / Ring Ding Dong (3주 연속) - 11월 22일 - SS501 / Love Like This - 11월 29일 (555회) - 2PM / Heartbeat 12월 - 12월 6일 (556회) - 2PM / Heartbeat (2주 연속) - 12월 13일 (557회) - 2PM / Heartbeat (3주 연속) - 12월 20일 (558회) - 애프터스쿨 / 너 때문에 - 12월 27일 - 애프터스쿨 / 너 때문에 (2주 연속) |

### 2010년
| 1월 - 1월 3일 (559회) - 티아라 / Bo Peep Bo Peep - 1월 10일 (560회) - 티아라 / Bo Peep Bo Peep (2주 연속) - 1월 17일 (561회) - 티아라 / Bo Peep Bo Peep (3주 연속) - 1월 24일 (562회) - 애프터스쿨 / 너 때문에 (통산 3주) - 1월 31일 (563회) - 씨엔블루 / 외톨이야 2월 - 2월 7일 (564회) - 2AM / 죽어도 못 보내 - 2월 14일 (565회) - 소녀시대 / Oh! - 2월 21일 (566회) - 소녀시대 / Oh! (2주 연속) - 2월 28일 (567회) - 소녀시대 / Oh! (3주 연속) 3월 - 3월 7일 (568회) - 2AM / 죽어도 못 보내 (통산 2주) - 3월 14일 (569회) - 카라 / Lupin - 3월 21일 (570회) - 티아라 / 너 때문에 미쳐 - 3월 28일 - 티아라 / 너 때문에 미쳐 (2주 연속) 4월 - 4월 4일 - 소녀시대 / Run Devil Run - 4월 11일 (571회) - 소녀시대 / Run Devil Run (2주 연속) - 4월 18일 - 비 / 널 붙잡을 노래 - 4월 25일 - 이효리 / Chitty Chitty Bang Bang 5월 - 5월 2일 (572회) - 이효리 / Chitty Chitty Bang Bang (2주 연속) - 5월 9일 (573회) - 이효리 / Chitty Chitty Bang Bang (3주 연속) - 5월 16일 (574회) - 2PM / Without U - 5월 23일 (575회) - 2PM / Without U (2주 연속) - 5월 30일 - 슈퍼주니어 / 미인아 6월 - 6월 6일 - 슈퍼주니어 / 미인아 (2주 연속) - 6월 13일 (576회) - 슈퍼주니어 / 미인아 (3주 연속) - 6월 20일 (577회) - 씨엔블루 / Love - 6월 27일 (578회) - 아이유 / 잔소리 | 7월 - 7월 4일 (579회) - 씨엔블루 / Love (통산 2주) - 7월 11일 (580회) - 슈퍼주니어 / 너 같은 사람 또 없어 - 7월 18일 (581회) - 태양 / I Need A Girl - 7월 25일 (582회) - 태양 / I Need A Girl (2주 연속) 8월 - 8월 1일 (583회) - miss A / Bad Girl Good Girl - 8월 8일 (584회) - 샤이니 / Lucifer - 8월 15일 (585회) - 샤이니 / Lucifer (2주 연속) - 8월 22일 (586회) - 보아 / Hurricane Venus - 8월 29일 (587회) - 보아 / Hurricane Venus (2주 연속) 9월 - 9월 5일 (588회) - FT아일랜드 / 사랑 사랑 사랑 - 9월 12일 (589회) - FT아일랜드 / 사랑 사랑 사랑 (2주 연속) - 9월 19일 - 2NE1 / Can't Nobody - 9월 26일 (590회) - 2NE1 / Can't Nobody (2주 연속) 10월 - 10월 3일 (591회) - 2NE1 / Can't Nobody (3주 연속) - 10월 10일 - 2NE1 / Go Away - 10월 17일 (592회) - 샤이니 / Hello - 10월 24일 (593회) - 2PM / I'll Be Back - 10월 31일 (594회) - 가인 / 돌이킬 수 없는 11월 - 11월 7일 (595회) - 소녀시대 / 훗 - 11월 14일 - 2AM / 전활 받지 않는 너에게 - 11월 21일 (597회) - 소녀시대 / 훗 (통산 2주) - 11월 28일 (598회) - 소녀시대 / 훗 (연속 2주, 통산 3주) 12월 - 12월 5일 (599회) - 비스트 / Beautiful - 12월 12일 (600회 특집) - 카라 / Jumping - 12월 19일 (601회) - 아이유 / 좋은 날 - 12월 26일 (602회) - 아이유 / 좋은 날 (2주 연속) |

### 2011년
| 1월 - 1월 2일 - 아이유 / 좋은 날 (3주 연속) - 1월 9일 (603회) - GD&TOP / HIGH HIGH - 1월 16일 (604회) - 동방신기 / 왜 - 1월 23일 (605회) - 동방신기 / 왜 (2주 연속) - 1월 30일 (606회) - 동방신기 / 왜 (3주 연속) 2월 - 2월 6일 (607회) - 승리 / 어쩌라고 - 2월 13일 (608회) - 승리 / 어쩌라고 (2주 연속) - 2월 20일 (609회) - 시크릿 / Shy Boy - 2월 27일 (610회) - G.NA / Black & White 3월 - 3월 6일 (611회) - 빅뱅 / TONIGHT - 3월 13일 (612회) - 빅뱅 / TONIGHT (2주 연속) - 3월 20일 (613회) - 빅뱅 / TONIGHT (3주 연속) - 3월 27일 (614회) - 동방신기 / 이것만은 알고가 4월 - 4월 3일 (615회) - 케이윌 / 가슴이 뛴다 - 4월 10일 (616회) - 씨엔블루 / 직감 - 4월 17일 (617회) - 빅뱅 / LOVE SONG - 4월 24일 (618회) - 빅뱅 / LOVE SONG (2주 연속) 5월 - 5월 1일 (619회) - 빅뱅 / LOVE SONG (3주 연속) - 5월 8일 (620회) - f(x) / 피노키오 - 5월 15일 (621회) - f(x) / 피노키오 (2주 연속) - 5월 22일 (622회) - f(x) / 피노키오 (3주 연속) - 5월 29일 (623회) - 2NE1 / Lonely 6월 - 6월 5일 (624회) - 비스트 / Fiction - 6월 12일 (625회) - 비스트 / Fiction (2주 연속) - 6월 19일 (626회) - 시크릿 / 별빛달빛 - 6월 26일 (627회) - f(x) / Hot Summer | 7월 - 7월 3일 (628회) - 2PM / Hands Up - 7월 10일 (629회) - 2PM / Hands Up (2주 연속) - 7월 17일 (630회) - 2NE1 / 내가 제일 잘 나가 - 7월 24일 (631회) - 티아라 / Roly-Poly - 7월 31일 (632회) - miss A / Good-Bye Baby 8월 - 8월 7일 (633회) - 2NE1 / Ugly - 8월 14일 (634회) - 2NE1 / Ugly (2주 연속) - 8월 21일 (635회) - 슈퍼주니어 / Mr. Simple - 8월 28일 (636회) - 슈퍼주니어 / Mr. Simple (2주 연속) 9월 - 9월 4일 (637회) - 슈퍼주니어 / Mr. Simple(3주 연속) - 9월 11일 (638회) - 씨스타 / So Cool - 9월 18일 (639회) - 다비치 / 안녕이라고 말하지마 - 9월 25일 (640회) - 카라 / STEP 10월 - 10월 2일 (641회) - 다비치 / 안녕이라고 말하지마(통산 2주) - 10월 9일 (642회) - 인피니트 / PARADISE - 10월 16일 (643회) - 브라운 아이드 걸스 / Sixth Sense - 10월 23일 (644회) - 브라운 아이드 걸스 / Sixth Sense (2주 연속) - 10월 30일 (645회) - 소녀시대 / The Boys 11월 - 11월 6일 (646회) - 소녀시대 / The Boys (2주 연속) - 11월 13일 (647회) - 소녀시대 / The Boys (3주 연속) - 11월 20일 (648회) - 이승기 / 친구잖아 - 11월 27일 (649회) - 원더걸스 / Be My Baby 12월 - 12월 4일 (650회) - 원더걸스 / Be My Baby (2주 연속) - 12월 11일 (651회) - 원더걸스 / Be My Baby (3주 연속) - 12월 18일 (652회) - 아이유 / 너랑 나 - 12월 25일 (653회) - 아이유 / 너랑 나 (2주 연속) |

### 2012년
| 1월 - 1월 1일 (654회) - 아이유 / 너랑 나 (3주 연속) - 1월 8일 (655회) - 트러블 메이커 / Trouble Maker - 1월 15일 (656회) - 티아라 / Lovey-Dovey - 1월 22일 - 티아라 / Lovey-Dovey (2주 연속) - 1월 29일 (657회) - 티아라 / Lovey-Dovey (3주 연속) 2월 - 2월 5일 (658회) - 틴탑 / 미치겠어 - 2월 12일 (659회) - 세븐 / 내가 노래를 못해도 - 2월 19일 (660회) - 세븐 / 내가 노래를 못해도 (2주 연속) - 2월 26일 (661회) - FT아일랜드 / 지독하게 3월 - 3월 4일 (662회) - miss A / Touch - 3월 11일 (663회) - 빅뱅 / BLUE - 3월 18일 (664회) - 빅뱅 / BLUE (2주 연속) - 3월 25일 (665회) - 빅뱅 / BLUE (3주 연속) 4월 - 4월 1일 (666회) - 샤이니 / Sherlock - 4월 8일 (667회) - 샤이니 / Sherlock (2주 연속) - 4월 15일 (668회) - 샤이니 / Sherlock (3주 연속) - 4월 22일 (669회) - 씨엔블루 / Hey You - 4월 29일 (670회) - 씨스타 / 나 혼자 5월 - 5월 6일 (671회) - 씨스타 / 나 혼자 (2주 연속) - 5월 13일 (672회) - 소녀시대-태티서 / Twinkle - 5월 20일 (673회) - 소녀시대-태티서 / Twinkle (2주 연속) - 5월 27일 (674회) - 소녀시대-태티서 / Twinkle (3주 연속) 6월 - 6월 3일 (675회) - 인피니트 / 추격자 - 6월 10일 (676회) - 인피니트 / 추격자 (2주 연속) - 6월 17일 (677회) - 원더걸스 / Like This - 6월 24일 (678회) - 원더걸스 / Like This (2주 연속) | 7월 - 7월 1일 (679회) - f(x) / Electric Shock - 7월 8일 (680회) - f(x) / Electric Shock (2주 연속) |

## 뮤티즌송 3주 연속 1위 수상자
- 뮤티즌송 트리플 크라운(3주 연속 1위) 수상자 목록이다. (2003.02 ~ 2012.07)

| - 2003년 - 1대: 보아 / 아틀란티스 소녀 (2003년 7월 13일) - 2대: 쿨 / 결혼을 할 거라면 (2003년 8월 17일) - 3대: 이효리 / 10 Minutes (2003년 9월 21일) - 4대: S / I Swear (2003년 11월 2일) - 5대: 비 / 태양을 피하는 방법 (2003년 11월 30일) - 2004년 - 6대: 엠씨 더 맥스 / 사랑의 시 (2004년 2월 15일) - 7대: 원타임 / HOT 뜨거 (2004년 2월 22일) - 8대: 테이 / 사랑은 향기를 남기고 (2004년 3월 14일) - 9대: 동방신기 / Hug (2004년 4월 11일) - 10대: 코요태 / 디스코왕 (2004년 5월 16일) - 11대: 보아 / My Name (2004년 7월 18일) - 12대: 세븐 / 열정 (2004년 8월 29일) - 13대: 비 / It's Raining (2004년 11월 28일) - 2005년 - 14대: god / 반대가 끌리는 이유 (2005년 2월 13일) - 15대: 테이 / 사랑은 하나다 (2005년 3월 6일) - 16대: 조성모 / Mr. Flower (2005년 4월 10일) - 17대: 버즈 / 겁쟁이 (2005년 4월 24일) - 18대: 보아 / Girls On Top (2005년 7월 31일) - 19대: 김종국 / 제자리 걸음 (2005년 8월 21일) - 20대: 김종국 / 사랑스러워 (2005년 10월 2일) - 21대: 동방신기 / Rising Sun (2005년 10월 23일) - 2006년 - 22대: 플라이 투 더 스카이 / 남자답게 (2006년 2월 19일) - 23대: SG워너비 / 내 사람 (2006년 5월 14일) - 24대: 슈퍼주니어 / U (2006년 7월 16일) - 25대: SG워너비 / 사랑했어요 (2006년 8월 6일) - 26대: 싸이 / 연예인 (2006년 9월 17일) - 27대: 동방신기 / "O"-正.反.合. (2006년 11월 5일) - 2007년 - 28대: SS501 / 4 Chance (2007년 2월 4일) - 29대: 아이비 / 유혹의 소나타 (2007년 4월 22일) - 30대: SG워너비 / 아리랑 (2007년 5월 13일) - 31대: 양파 / 사랑 그게 뭔데 (2007년 7월 8일) - 32대: FT아일랜드 / 사랑앓이 (2007년 8월 12일) - 33대: 원더걸스 / Tell Me (2007년 11월 18일) - 2008년 - 34대: 빅뱅 / 마지막 인사 (2008년 1월 13일) - 35대: 쥬얼리 / One More Time (2008년 3월 30일) - 36대: 원더걸스 / So Hot (2008년 6월 29일) - 37대: 태양 / 나만 바라봐 (2008년 7월 20일) - 38대: 이효리 / U-Go-Girl (2008년 8월 10일) - 39대: 빅뱅 / 하루하루 (2008년 9월 7일) - 40대: 동방신기 / 주문-MIROTIC (2008년 10월 26일) - 41대: 빅뱅 / 붉은 노을 (2008년 12월 14일) - 2009년 - 42대: 소녀시대 / Gee (2009년 2월 8일) - 43대: 승리 / Strong Baby (2009년 3월 1일) - 44대: 슈퍼주니어 / Sorry, Sorry (2009년 4월 12일) - 45대: 손담비 / 토요일 밤에 (2009년 5월 3일) - 46대: 2PM / Again & Again (2009년 5월 24일) - 47대: 2NE1 / I Don't care (2009년 8월 9일) - 48대: 지드래곤 / Heartbreaker (2009년 9월 20일) - 49대: 샤이니 / Ring Ding Dong (2009년 11월 15일) - 50대: 2PM / Heartbeat (2009년 12월 13일) - 2010년 - 51대: 티아라 / Bo Peep Bo Peep (2010년 1월 17일) - 52대: 애프터스쿨 / 너 때문에 (2010년 1월 24일) - 53대: 소녀시대 / Oh! (2010년 2월 28일) - 54대: 이효리 / Chitty Chitty Bang Bang (2010년 5월 9일) - 55대: 슈퍼주니어 / 미인아 (2010년 6월 13일) - 56대: 2NE1 / Can't Nobody (2010년 10월 3일) - 57대: 소녀시대 / 훗 (2010년 11월 28일) - 2011년 - 58대: 아이유 / 좋은 날 (2011년 1월 2일) - 59대: 동방신기 / 왜 (2011년 1월 30일) - 60대: 빅뱅 / TONIGHT (2011년 3월 20일) - 61대: 빅뱅 / LOVE SONG (2011년 5월 1일) - 62대: f(x) / 피노키오 (2011년 5월 22일) - 63대: 슈퍼주니어 / Mr.Simple (2011년 9월 4일) - 64대: 소녀시대 / The Boys (2011년 11월 13일) - 65대: 원더걸스 / Be My Baby (2011년 12월 11일) - 2012년 - 66대: 아이유 / 너랑 나 (2012년 1월 1일) - 67대: 티아라 / Lovey-Dovey (2012년 1월 29일) - 68대: 빅뱅 / BLUE (2012년 3월 25일) - 69대: 샤이니 / Sherlock (2012년 4월 15일) - 70대: 소녀시대-태티서 / Twinkle (2012년 5월 27일) |

## 인기가요 차트 1위 수상자
- 시행 기간 : 2013년 3월 17일 ~ 현재
- 결방된 주에는 SBS 인기가요 공식 홈페이지를 통해 1위 수상자 및 인기가요 차트 순위를 별도 공지 (미집계인 경우 별도로 기록)

### 2013년
| 3월 - 3월 17일 (713회) - 샤이니 / Dream Girl - 3월 24일 (714회) - 이하이 / It's Over - 3월 31일 (715회) - 인피니트 / Man In Love 4월 - 4월 7일 (716회) - 인피니트 / Man In Love (2주 연속) - 4월 14일 (717회) - 이하이 / Rose - 4월 21일 (718회) - 싸이 / GENTLEMAN - 4월 28일 (719회) - 싸이 / GENTLEMAN (2주 연속) 5월 - 5월 5일 (720회) - 싸이 / GENTLEMAN (3주 연속) - 5월 12일 - 2013 충주 세계조정선수권 대회 D-100 기념 특집 방송 - 5월 19일 (721회) - 포미닛 / 이름이 뭐예요? - 5월 26일 (722회) - 포미닛 / 이름이 뭐예요? (2주 연속) 6월 - 6월 2일 (723회) - 이효리 / Bad Girls - 6월 9일 (724회) - CL / 나쁜 기집애 - 6월 16일 (725회) - EXO / 늑대와 미녀 - 6월 23일 (726회) - 씨스타 / Give It To Me - 6월 30일 (727회) - 씨스타 / Give It To Me (2주 연속) | 7월 - 7월 7일 - 걸스데이 / 여자 대통령 - 7월 14일 (728회) - 다이나믹 듀오 / BAAAM (상반기 결산 특집) - 7월 21일 (729회) - 2NE1 / Falling In Love - 7월 28일 (730회) - 인피니트 / Destiny 8월 - 8월 4일 (731회) - 비스트 / Shadow - 8월 11일 (732회) - f(x) / 첫 사랑니 - 8월 18일 (733회) - EXO / 으르렁 - 8월 25일 (734회) - EXO / 으르렁 (2주 연속) 9월 - 9월 1일 (735회) - EXO / 으르렁 (3주 연속) - 9월 8일 (736회) - 틴탑 / 장난아냐 - 9월 15일 (737회) - G-Dragon / 쿠데타 - 9월 22일 (738회) - G-Dragon / 삐딱하게 - 9월 29일 (739회) - G-Dragon / 삐딱하게 (2주 연속) 10월 - 10월 6일 (740회) - 버스커 버스커 / 처음엔 사랑이란게 - 10월 13일 (741회) - 블락비 / Very Good - 10월 20일 (742회) - 아이유 / 분홍신 - 10월 27일 (743회) - 샤이니 / Everybody 11월 - 11월 3일 (744회) - 케이윌 / 촌스럽게 왜 이래 - 11월 10일 (745회) - 트러블 메이커 / 내일은 없어 - 11월 17일 (746회) - miss A / Hush - 11월 24일 (747회) - 태양 / 링가 링가 12월 - 12월 1일 (748회) - 2NE1 / 그리워해요 - 12월 8일 (749회) - 2NE1 / 그리워해요 (2주 연속) - 12월 15일 (750회) - EXO / 12월의 기적 - 12월 22일 (751회) - EXO / 12월의 기적 (2주 연속) - 12월 29일 - 아이유 / 금요일에 만나요 |

### 2014년
| 1월 - 1월 5일 (752회) - 아이유 / 금요일에 만나요 (2주 연속) - 1월 12일 (753회) - 걸스데이 / Something - 1월 19일 (754회) - 동방신기 / Something - 1월 26일 (755회) - B1A4 / Lonely 2월 - 2월 2일 (756회) - 걸스데이 / Something (통산 2주) - 2월 9일 (757회) - AOA / 짦은 치마 - 2월 16일 (758회) - B.A.P / 1004 (Angel) - 2월 23일 (759회) - 소유X정기고 / 썸 3월 - 3월 2일 (760회) - 선미 / 보름달 - 3월 9일 (761회) - 소녀시대 / Mr. Mr. - 3월 16일 (762회) - 2NE1 / Come Back Home - 3월 23일 (763회) - 소녀시대 / Mr. Mr. (통산 2주) - 3월 30일 (764회) - 포미닛 / 오늘 뭐해 4월 - 4월 6일 (765회) - 박효신 / 야생화 - 4월 13일 (766회) - Apink / Mr. Chu - 4월 20일 - AKMU / 200% - 4월 27일 - AKMU / 200% (2주 연속) 5월 - 5월 4일 - AKMU / 200% (3주 연속) - 5월 11일 - HIGH4 & 아이유 / 봄 사랑 벚꽃 말고 - 5월 18일 (767회) - EXO-K / 중독 - 5월 25일 (768회) - EXO-K / 중독 (2주 연속) 6월 - 6월 1일 (769회) - EXO-K / 중독 (3주 연속) - 6월 8일 (770회) - VIXX / 기적 - 6월 15일 - 태양 / 눈, 코, 입 - 6월 22일 (771회) - 태양 / 눈, 코, 입 (2주 연속) - 6월 29일 (772회) - 비스트 / Good Luck 7월 - 7월 6일 (773회) - 태양 / 눈, 코, 입 (통산 3주) - 7월 13일 (774회) - 비스트 / Good Luck (통산 2주) - 7월 20일 (775회) - f(x) / Red Light - 7월 27일 (776회) - 걸스데이 / Darling 8월 - 8월 3일 (777회) - 씨스타 / Touch My Body - 8월 10일 (778회) - 씨스타 / Touch My Body (2주 연속) - 8월 17일 (779회) - 씨스타 / Touch My Body (3주 연속) - 8월 24일 (780회) - 위너 / 공허해 - 8월 31일 (781회) - 위너 / 공허해 (2주 연속) 9월 - 9월 7일 (782회) - 씨스타 / I Swear - 9월 14일 (783회) - 슈퍼주니어 / MAMACITA - 9월 21일 (784회) - 슈퍼주니어 / MAMACITA (2주 연속) - 9월 28일 - 소녀시대-태티서 / Holler 10월 - 10월 5일 (785회) - 에일리 / 손대지마 - 10월 12일 (786회) - 김동률 / 그게 나야 - 10월 19일 (787회) - 아이유 / 소격동 - 10월 26일 (788회) - VIXX / Error 11월 - 11월 2일 (789회) - 비스트 / 12시 30분 - 11월 9일 (790회) - 비스트 / 12시 30분 (2주 연속) - 11월 16일 (791회) - MC몽 / 니가 그리웠니 - 11월 23일 (792회) - HI SUHYUN / 나는 달라 - 11월 30일 (793회) - GD X TAEYANG / GOOD BOY 12월 - 12월 7일 (794회) - Apink / LUV - 12월 14일 (795회) - Apink / LUV (2주 연속) - 12월 21일 - 결방 - 12월 28일 - (796회) - Apink / LUV (3주 연속) |

### 2015년
| 1월 - 1월 4일 (797회) - GD X TAEYANG / GOOD BOY (통산 2주) - 1월 11일 (798회) - EXID / 위아래 - 1월 18일 (799회) - 종현 (Feat. Zion. T) / 데자-부 - 1월 25일 (800회 특집) - 매드 클라운 / 화 2월 - 2월 1일 (801회) - 정용화 / 어느 멋진 날 - 2월 8일 (802회) - 인피니트H / 예뻐 - 2월 15일 (803회) - 나얼 / 같은 시간 속의 너 - 2월 22일 - 포미닛 / 미쳐 3월 - 3월 1일 (804회) - 포미닛 / 미쳐 (2주 연속) - 3월 8일 (805회) - VIXX / 이별공식 - 3월 15일 (806회) - 신화 / 표적 - 3월 22일 (807회) - 신화 / 표적(2주 연속) - 3월 29일 (808회) - 레드벨벳 / Ice Cream Cake 4월 - 4월 5일 (809회) - EXO / CALL ME BABY - 4월 12일 (810회) - EXO / CALL ME BABY (2주 연속) - 4월 19일 (811회) - EXO / CALL ME BABY (3주 연속) - 4월 26일 (812회) - EXID / AH YEAH 5월 - 5월 3일 (813회) - EXID / AH YEAH (2주 연속) - 5월 10일 (814회) - BIGBANG / LOSER - 5월 17일 (815회) - BIGBANG / LOSER (2주 연속) - 5월 24일 (816회) - BIGBANG / LOSER (3주 연속) - 5월 31일 (817회) - 샤이니 / View 6월 - 6월 7일 (818회) - 샤이니 / View (2주 연속) - 6월 14일 (819회) - BIGBANG / 뱅뱅뱅 - 6월 21일 (820회) - EXO / LOVE ME RIGHT - 6월 28일 (821회) - BIGBANG / 뱅뱅뱅 (통산 2주) | 7월 - 7월 5일 (822회) - 씨스타 / SHAKE IT - 7월 12일 (823회) - BIGBANG / 맨정신 - 7월 19일 (824회) - 소녀시대 / PARTY - 7월 26일 (825회) - 소녀시대 / PARTY (2주 연속) 8월 - 8월 2일 (826회) - 비스트 / 일하러 가야 돼 - 8월 9일 (827회) - 비스트 / YeY - 8월 16일 (838회) - BIGBANG / 우리 사랑하지 말아요 - 8월 23일 (829회) - BIGBANG / 우리 사랑하지 말아요 (2주 연속) - 8월 30일 (830회) - 소녀시대 / Lion Heart 9월 - 9월 6일 (831회) - 소녀시대 / Lion Heart (2주 연속) - 9월 13일 (832회) - 소녀시대 / Lion Heart (3주 연속) - 9월 20일 (833회) - 레드벨벳 / Dumb Dumb - 9월 27일 (834회) - iKON / 취향저격 10월 - 10월 4일 (835회) - iKON / 취향저격 (2주 연속) - 10월 11일 - 임창정 / 또 다시 사랑 - 10월 18일 (836회) - 태연 (Feat. 버벌진트) / I - 10월 25일 (837회) - 태연 (Feat. 버벌진트) / I (2주 연속) 11월 - 11월 1일 (838회) - 아이유 / 스물셋 - 11월 8일 (839회) - 아이유 / 스물셋 (2주 연속) - 11월 15일 (840회) - 지코 / Boys And Girls - 11월 22일 - 태연 (feat.버벌진트) / I (트리플 크라운) - 11월 29일 (841회) - iKON / 지못미 12월 - 12월 6일 (842회) - EXID / Hot Pink - 12월 13일 (843회) - 싸이 (feat. CL of 2NE1) / DADDY - 12월 20일 (844회) - 싸이 (feat. CL of 2NE1) / DADDY (2주 연속) - 12월 27일 - 싸이 (feat. CL of 2NE1) / DADDY (3주 연속) |

### 2016년
| 1월 - 1월 3일 (845회) - 터보 (feat. 유재석) / 다시 - 1월 10일 (846회) - 개리 (Feat. 개코) / 또 하루 - 1월 17일 (847회) - 수지·백현 / Dream - 1월 24일 (848회) - 수지·백현 / Dream (2주 연속) - 1월 31일 (849회) - 수지·백현 / Dream (트리플 크라운) 2월 - 2월 7일 - 여자친구 / 시간을 달려서 - 2월 14일 (850회) - 태연 / Rain - 2월 21일 (851회) - 여자친구 / 시간을 달려서 (통산 2주) - 2월 28일 (852회) - 여자친구 / 시간을 달려서 (트리플 크라운) 3월 - 3월 6일 (853회) - 마마무 / 넌 Is 뭔들 - 3월 13일 (854회) - 마마무 / 넌 Is 뭔들 (2주 연속) - 3월 20일 (855회) - 이하이 / 한숨 - 3월 27일 (856회) - 레드벨벳 / 7월 7일 4월 - 4월 3일 (857회) - GOT7 / Fly - 4월 10일 (858회) - 블락비 / 몇년 후에 - 4월 17일 (859회) - 10cm / 봄이 좋냐 - 4월 24일 (860회) - 블락비 / TOY 5월 - 5월 1일 (861회) - 정은지 / 하늘바라기 - 5월 8일 (862회) - 트와이스 / Cheer Up - 5월 15일 (863회) - TWICE / 불타오르네 - 5월 22일 (864회) - TWICE / Cheer Up (통산 2주) - 5월 29일 (865회) - TWICE / Cheer Up (트리플 크라운) 6월 - 6월 5일 (866회) - 백아연 / 쏘쏘 - 6월 12일 (867회) - EXID / L.I.E - 6월 19일 (868회) - EXO / Monster - 6월 26일 (869회) - EXO / Monster (2주 연속) | 7월 - 7월 3일 (870회) - 씨스타 / I Like That - 7월 10일 (871회) - 태연 / Why - 7월 17일 (872회) - 원더걸스 / Why So Lonely - 7월 24일 (873회) - 여자친구 / 너 그리고 나 - 7월 31일 (874회) - 여자친구 / 너 그리고 나 (2주 연속) 8월 - 8월 7일 (875회) - 여자친구 / 너 그리고 나 (트리플 크라운) - 8월 14일 (876회) - 현아 / 어때 - 8월 21일 (877회) - BLACKPINK / 휘파람 - 8월 28일 (878회) - EXO / LOTTO 9월 - 9월 4일 (879회) - EXO / LOTTO (2주 연속) - 9월 11일 (880회) - BLACKPINK / 휘파람 (통산 2주) - 9월 18일 - 임창정 / 내가 저지른 사랑 - 9월 25일 (881회) - 레드벨벳 / Russian Roulette 10월 - 10월 2일 (882회) - 인피니트 / 태풍 - 10월 9일 (883회) - GOT7 / 하드캐리 - 10월 16일 (884회) - 샤이니 / 1 Of 1 - 10월 23일 (885회) - 방탄소년단 / 피 땀 눈물 - 10월 30일 (886회) - I.O.I / 너무너무너무 11월 - 11월 6일 (887회) - TWICE / TT - 11월 13일 (888회) - TWICE / TT (2주 연속) - 11월 20일 (889회) - TWICE / TT (트리플 크라운) - 11월 27일 (890회) - BLACKPINK / 불장난 12월 - 12월 4일 (891회) - BLACKPINK / 불장난 (2주 연속) - 12월 11일 (892회) - 지코 (Feat. 딘, 크라쉬) / Bermuda Triangle - 12월 18일 (893회) - 헤이즈 / 저 별 - 12월 25일 - BIGBANG / 에라 모르겠다 |

### 2017년
| 1월 - 1월 1일 (894회) - BIGBANG / 에라 모르겠다 (2주 연속) - 1월 8일 (895회) - BIGBANG / 에라 모르겠다 (3주 연속) - 1월 15일 (896회) - 신화 / TOUCH - 1월 22일 (897회) - 신화 / TOUCH (2주 연속) - 1월 29일 - I.O.I / 소나기 2월 - 2월 5일 (898회) - 다이나믹 듀오·첸 / 기다렸다 가 - 2월 12일 (899회) - 레드벨벳 / Rookie - 2월 19일 (900회 특집) - 레드벨벳 / Rookie (2주 연속) - 2월 26일 (901회) - 방탄소년단 / 봄날 3월 - 3월 5일 (902회) - 트와이스 / Knock Knock - 3월 12일 (903회) - 트와이스 / Knock Knock (2주 연속) - 3월 19일 - 트와이스 / Knock Knock (3주 연속) - 3월 26일 (904회) - 정키 / 부담이 돼 4월 - 4월 2일 (905회) - 하이라이트 / 얼굴 찌푸리지 말아요 - 4월 9일 (906회) - 아이유 / 밤편지 - 4월 16일 - 위너 / REALLY REALLY - 4월 23일 (907회) - 위너 / REALLY REALLY (2주 연속) - 4월 30일 (908회) - 아이유 / 팔레트 5월 - 5월 7일 (909회) - 아이유 / 팔레트 (2주 연속) - 5월 14일 (910회) - 아이유 / 팔레트 (3주 연속) - 5월 21일 (911회) - 싸이 / I LUV IT - 5월 28일 (912회) - 트와이스 / Signal 6월 - 6월 4일 (913회) - 트와이스 / Signal (2주 연속) - 6월 11일 (914회) - 트와이스 / Signal (3주 연속) - 6월 18일 (915회) - G-Dragon / 무제 - 6월 25일 (916회) - G-Dragon / 무제 (2주 연속) | 7월 - 7월 2일 (917회) - BLACKPINK / 마지막처럼 - 7월 9일 (918회) - BLACKPINK / 마지막처럼 (2주 연속) - 7월 16일 (919회) - BLACKPINK / 마지막처럼 (3주 연속) - 7월 23일 (920회) - 레드벨벳 / 빨간 맛 - 7월 30일 (921회) - EXO / Ko Ko Bop 8월 - 8월 6일 (922회) - EXO / Ko Ko Bop (2주 연속) - 8월 13일 (923회) - 여자친구 / 귀를 기울이면 - 8월 20일 (924회) - Wanna One / 에너제틱 - 8월 27일 (925회) - Wanna One / 에너제틱 (2주 연속) 9월 - 9월 3일 (926회) - 선미 / 가시나 - 9월 10일 (927회) - 선미 / 가시나 (2주 연속) - 9월 17일 - EXO / Power - 9월 24일 (928회) - 선미 / 가시나 (트리플 크라운) 10월 - 10월 1일 (929회) - 방탄소년단 / DNA - 10월 8일 (930회) - 방탄소년단 / DNA (2주 연속) - 10월 15일 (931회) - 방탄소년단 / DNA (트리플 크라운) - 10월 22일 - 볼빨간사춘기 / 썸탈거야 - 10월 29일 (932회) - 비투비 / 그리워하다 11월 - 11월 5일 (933회) - 비투비 / 그리워하다 (2주 연속) - 11월 12일 (934회) - 트와이스 / LIKEY - 11월 19일 (935회) - 트와이스 / LIKEY (2주 연속) - 11월 26일 (936회) - 트와이스 / LIKEY (3주 연속) 12월 - 12월 3일 (937회) - 윤종신·민서 / 좋아 - 12월 10일 (938회) - 레드벨벳 / 피카부 - 12월 17일 (939회) - 자이언티·이문세 / 눈 - 12월 24일 - 트와이스 / Heart Shaker - 12월 31일 - 트와이스 / Heart Shaker (2주 연속) |

### 2018년
| 1월 - 1월 7일 (940회) - 트와이스 / Heart Shaker (3주 연속) - 1월 14일 (941회) - 레드벨벳 / 피카부 (통산 2주) - 1월 21일 (942회) - 인피니트 / Tell Me - 1월 28일 (943회) - 선미 / 주인공 2월 - 2월 4일 (944회) - 선미 / 주인공 (2주 연속) - 2월 11일 - 레드벨벳 / Bad Boy - 2월 18일 (945회) - iKON / 사랑을 했다 - 2월 25일 (946회) - iKON / 사랑을 했다 (2주 연속) 3월 - 3월 4일 (947회) - iKON / 사랑을 했다 (3주 연속) - 3월 11일 (948회) - 모모랜드 / 뿜뿜 - 3월 18일 (949회) - 마마무 / 별이 빛나는 밤 - 3월 25일 (950회) - 마마무 / 별이 빛나는 밤 (2주 연속) 4월 - 4월 1일 (951회) - 마마무 / 별이 빛나는 밤 (3주 연속) - 4월 8일 (952회) - 모모랜드 / 뿜뿜 (통산 2주) - 4월 15일 (953회) - 위너 / EVERYDAY - 4월 22일 (954회) - 트와이스 / What Is Love? - 4월 29일 (955회) - 트와이스 / What Is Love? (2주 연속) 5월 - 5월 6일 (956회) - 트와이스 / What Is Love? (3주 연속) - 5월 13일 (957회) - 여자친구 / 밤 - 5월 20일 (958회) - 여자친구 / 밤 (2주 연속) - 5월 27일 (959회) - 방탄소년단 / Fake Love 6월 - 6월 3일 (960회) - 방탄소년단 / Fake Love (2주 연속) - 6월 10일 (961회) - 방탄소년단 / Fake Love (3주 연속) - 6월 17일 (962회) - 볼빨간사춘기 / 여행 - 6월 24일 (963회) - 블랙핑크 / 뚜두뚜두 | 7월 - 7월 1일 (964회) - 블랙핑크 / 뚜두뚜두 (2주 연속) - 7월 8일 (965회) - 블랙핑크 / 뚜두뚜두 (3주 연속) - 7월 15일 (966회) - 에이핑크 / 1도 없어 - 7월 22일 (967회) - 트와이스 / Dance The Night Away - 7월 29일 (968회) - 트와이스 / Dance The Night Away (2주 연속) 8월 - 8월 5일 (969회) - 트와이스 / Dance The Night Away (3주 연속) - 8월 12일 (970회) - 지코 / SoulMate - 8월 19일 - 레드벨벳 / Power Up - 8월 26일 (971회) - 레드벨벳 / Power Up (2주 연속) 9월 - 9월 2일 (972회) - 방탄소년단 / IDOL - 9월 9일 (973회) - 방탄소년단 / IDOL (2주 연속) - 9월 16일 (974회) - 방탄소년단 / IDOL (3주 연속) - 9월 23일 (975회) - 선미 / 사이렌 - 9월 30일 (976회) - GOT7 / Lullaby 10월 - 10월 7일 (977회) - 임창정 / 하루도 그대를 사랑하지 않은 적이 없었다 - 10월 14일 (978회) - iKON / 이별 길 - 10월 21일 (UHD 특집) - 아이유 / 삐삐 - 10월 28일 (979회) - 아이유 / 삐삐 (2주 연속) 11월 - 11월 4일 - 아이유 / 삐삐 (3주 연속) - 11월 11일 (980회) - 폴 킴 / 너를 만나 - 11월 18일 - 트와이스 / Yes Or Yes - 11월 25일 (981회) - 제니 / SOLO 12월 - 12월 2일 (982회) - 제니 / SOLO (2주 연속) - 12월 9일 (983회) - 송민호 / 아낙네 - 12월 16일 (984회) - 제니 / SOLO (통산 3주) - 12월 23일 - 벤 / 180도 - 12월 30일 - 위너 / MILLIONS |

### 2019년
| 1월 - 1월 6일 (985회) - 위너 / MILLIONS (2주 연속) - 1월 13일 (986회) - 청하 / 벌써 12시 - 1월 20일 (987회) - 에이핑크 / %% - 1월 27일 (988회) - 여자친구 / 해야 2월 - 2월 3일 (989회) - 세븐틴 / Home - 2월 10일 - 우디 / 이 노래가 클럽에서 나온다면 - 2월 17일 (990회) - 우디 / 이 노래가 클럽에서 나온다면 (2주 연속) - 2월 24일 (991회) - ITZY / 달라달라 3월 - 3월 3일 (992회) - ITZY / 달라달라 (2주 연속) - 3월 10일 (993회) - ITZY / 달라달라 (3주 연속) - 3월 17일 (994회) - 젝스키스 세단어 - 3월 24일 (995회) - 에픽하이 (Feat. 크러쉬) / 술이 달다 - 3월 31일 (996회) - 마마무 / 고고베베 4월 - 4월 7일 (997회) - 태연 / 사계 - 4월 14일 (998회) - 첸 / 사월이 지나면 우리 헤어져요 - 4월 21일 (999회) - 블랙핑크 / Kill This Love - 4월 28일 (1000회 특집) - 방탄소년단 / 작은 것들을 위한 시 5월 - 5월 5일 - 트와이스 / FANCY - 5월 12일 (1001회) - 방탄소년단 / 작은 것들을 위한 시 (통산 2주) - 5월 19일 (1002회) - 방탄소년단 / 작은 것들을 위한 시 (2주 연속, 통산 3주) - 5월 26일 (1003회) - 블랙핑크 / Kill This Love (통산 2주) 6월 - 6월 2일 (1004회) - GOT7 / Eclipse - 6월 9일 (1005회) - 다비치 / 너에게 못했던 내 마지막 말은 - 6월 16일 (1006회) - 이하이 / 누구 없소 - 6월 23일 (1007회) - 김나영 / 솔직하게 말해서 나 - 6월 30일 - 레드벨벳 / 짐살라빔 | 7월 - 7월 7일 (1008회) - 청하 / Snapping - 7월 14일 (1009회) - 여자친구 / 열대야 - 7월 21일 (1010회) - 헤이즈 / We Don't Talk Together - 7월 28일 (1011회) - 벤 / 헤어져줘서 고마워 8월 - 8월 4일 (1012회) - 벤 / 헤어져줘서 고마워 (2주 연속) - 8월 11일 (1013회) - ITZY / ICY - 8월 18일 (1014회) - 오마이걸 / BUNGEE - 8월 25일 (1015회) - ITZY / ICY (통산 2주) 9월 - 9월 1일 (1016회) - 레드벨벳 / 음파음파 - 9월 8일 (1017회) - 엑스원 / FLASH - 9월 15일 - 엑스원 / FLASH (2주 연속) - 9월 22일 (1018회) - 볼빨간사춘기 / 워커홀릭 - 9월 29일 (1019회) - 볼빨간사춘기 / 워커홀릭 (2주 연속) 10월 - 10월 6일 (1020회) - 트와이스 / Feel Special - 10월 13일 - 트와이스 / Feel Special (2주 연속) - 10월 20일 (1021회) - AKMU / 어떻게 이별까지 사랑하겠어, 널 사랑하는 거지 - 10월 27일 - AKMU / 어떻게 이별까지 사랑하겠어, 널 사랑하는 거지 (2주 연속) 11월 - 11월 3일 (1022회) - 뉴이스트 / LOVE ME - 11월 10일 (1023회) - 태연 / 불티 - 11월 17일 (1024회) - 아이유 / Love Poem - 11월 24일 (1025회) - 마마무 / HIP 12월 - 12월 1일 (1026회) - 아이유 / Blueming - 12월 8일 (1027회) - 아이유 / Blueming (2주 연속) - 12월 15일 (1028회) - 아이유 / Blueming (3주 연속) - 12월 22일 - 마마무 / HIP (통산 2주) - 12월 29일 - 마마무 / HIP (통산 3주) |

### 2020년
| 1월 - 1월 5일 (1029회) - 레드벨벳 / Psycho - 1월 12일 (1030회) - 레드벨벳 / Psycho (2주 연속) - 1월 19일 (1031회) - 레드벨벳 / Psycho (3주 연속) - 1월 26일 - 지코 / 아무노래 2월 - 2월 2일 (1032회) - 지코 / 아무노래 (2주 연속) - 2월 9일 (1033회) - 지코 / 아무노래 (3주 연속) - 2월 16일 (1034회) - 여자친구 / 교차로 - 2월 23일 (1035회) -대성 유니버셜 3월 - 3월 1일 (1036회) - 방탄소년단 / ON - 3월 8일 (1037회) - 방탄소년단 / ON (2주 연속) - 3월 15일 (1038회) - 방탄소년단 / ON (3주 연속) - 3월 22일 (1039회) - ITZY / WANNABE - 3월 29일 (1040회) - ITZY / WANNABE (2주 연속) 4월 - 4월 5일 (1041회) - ITZY / WANNABE (3주 연속) - 4월 12일 (1042회) - 수호 / 사랑, 하자 - 4월 19일 (1043회) - (여자)아이들 / Oh My God - 4월 26일 (1044회) - 에이핑크 / 덤더럼 5월 - 5월 3일 (1045회) - 에이핑크 / 덤더럼 (2주 연속) - 5월 10일 (1046회) - 오마이걸 / 살짝 설렜어 - 5월 17일 (1047회) - 아이유 / 에잇 - 5월 24일 (1048회) - 아이유 / 에잇 (2주 연속) - 5월 31일 (1049회) - 아이유 / 에잇 (3주 연속) 6월 - 6월 7일 (1050회) - 백현 / Candy - 6월 14일 (1051회) - 트와이스 / MORE & MORE - 6월 21일 (1052회) - 트와이스 / MORE & MORE (2주 연속) - 6월 28일 (1053회) - 아이즈원 / 환상동화 | 7월 - 7월 5일 (1054회) - 블랙핑크 / How You Like That - 7월 12일 (1055회) - 블랙핑크 / How You Like That (2주 연속) - 7월 19일 (1056회) - 블랙핑크 / How You Like That (3주 연속) - 7월 26일 (1057회) - 화사 / 마리아 8월 - 8월 2일 (1058회) - 화사 / 마리아 (2주 연속) - 8월 9일 (1059회) - 화사 / 마리아 (3주 연속) - 8월 16일 (1060회) - (여자)아이들 / 덤디덤디 - 8월 23일 (1061회) - (여자)아이들 / 덤디덤디 (2주 연속) - 8월 30일 (1062회) - 방탄소년단 / Dynamite 9월 - 9월 6일 (1063회) - 방탄소년단 / Dynamite (2주 연속) - 9월 13일 (1064회) - 방탄소년단 / Dynamite (3주 연속) - 9월 20일 (1065회) - 블랙핑크 / Ice Cream - 9월 27일 (1066회) - 블랙핑크 / Ice Cream (2주 연속) 10월 - 10월 4일 - 블랙핑크 / Ice Cream (3주 연속) - 10월 11일 (1067회) - 블랙핑크 / Lovesick Girls - 10월 18일 (1068회) - 블랙핑크 / Lovesick Girls (2주 연속) - 10월 25일 (1069회) - 블랙핑크 / Lovesick Girls (3주 연속) 11월 - 11월 1일 - 세븐틴 / HOME;RUN - 11월 8일 (1070회) - 트와이스 / I CAN'T STOP ME - 11월 15일 (1071회) - 트와이스 / I CAN'T STOP ME (2주 연속) - 11월 22일 (1072회) - 태민 / 이데아 - 11월 29일 (1073회) - 방탄소년단 / Life Goes On 12월 - 12월 6일 (1074회) - 방탄소년단 / Life Goes On (2주 연속) - 12월 13일 (1075회) - 방탄소년단 / Life Goes On (3주 연속) - 12월 20일 - 아이즈원 / Panorama - 12월 27일 - 태연 / What Do I Call You |

### 2021년
| 1월 - 1월 3일 - 트와이스 / I CAN'T STOP ME (통산 3주) - 1월 10일 (1076회) - 경서 / 밤 하늘의 별을 (2020) - 1월 17일 (1077회) - aespa / Black Mamba - 1월 24일 (1078회) - (여자)아이들 / 화 - 1월 31일 (1079회) - (여자)아이들 / 화 (2주 연속) 2월 - 2월 7일 (1080회) - 아이유 / Celebrity - 2월 14일 - 미집계 - 2월 21일 (1081회) - 아이유 / Celebrity (통산 2주) - 2월 28일 (1082회) - 아이유 / Celebrity (통산 3주) 3월 - 3월 7일 (1083회) - 샤이니 / Don't Call Me - 3월 14일 (1084회) - 브레이브걸스 / 롤린 - 3월 21일 (1085회) - 브레이브걸스 / 롤린 (2주 연속) - 3월 28일 (1086회) - ROSÉ / On The Ground 4월 - 4월 4일 (1087회) - 아이유 / 라일락 - 4월 11일 (1088회) - 아이유 / 라일락 (2주 연속) - 4월 18일 (1089회) - 아이유 / 라일락 (3주 연속) - 4월 25일 (1090회) - 강다니엘 / Antidote 5월 - 5월 2일 (1091회) - 뉴이스트 / Inside Out - 5월 9일 (1092회) - 브레이브걸스 / 롤린 (통산 3주) - 5월 16일 (1093회) - ITZY / 마.피.아. In the morning - 5월 23일 (1094회) - NCT DREAM / 맛 - 5월 30일 (1095회) - 방탄소년단 / Butter 6월 - 6월 6일 (1096회) - 방탄소년단 / Butter (2주 연속) - 6월 13일 (1097회) - 방탄소년단 / Butter (3주 연속) - 6월 20일 (1098회) - 트와이스 / Alcohol-Free - 6월 27일 (1099회) - 트와이스 / Alcohol-Free (2주 연속) | 7월 - 7월 4일 (1100회) - 브레이브걸스 / 치맛바람 - 7월 11일 (1101회) - NCT DREAM / Hello Future - 7월 18일 (1102회) - 방탄소년단 / Permission To Dance - 7월 25일 - 미집계 8월 - 8월 1일 - 미집계 - 8월 8일 (1103회) - 방탄소년단 / Permission To Dance (통산 2주) - 8월 15일 (1104회) - 방탄소년단 / Permission To Dance (통산 3주) - 8월 22일 (1105회) - 이무진 / 신호등 - 8월 29일 (1106회) - 레드벨벳 / Queendom 9월 - 9월 5일 (1107회) - 스트레이 키즈 / 소리꾼 - 9월 12일 (1108회) - 레드벨벳 / Queendom (통산 2주) - 9월 19일 (1109회) - 이무진 / 신호등 (통산 2주) - 9월 26일 (1110회) - 이무진 / 신호등 (통산 3주) 10월 - 10월 3일 (1111회) - NCT 127 / Sticker - 10월 10일 (1112회) - ITZY / LOCO - 10월 17일 (1113회) - aespa / Savage - 10월 24일 (1114회) - aespa / Savage (2주 연속) - 10월 31일 (1115회) - 아이유 / Strawberry Moon 11월 - 11월 7일 - 미집계 - 11월 14일 (1116회) - 더보이즈 / MAVERICK - 11월 21일 (1117회) - 아이유 / Strawberry Moon (통산 2주) - 11월 28일 (1118회) - 트와이스 / Scientist 12월 - 12월 5일 (1119회) - aespa / Savage (통산 3주) - 12월 12일 (1120회) - 아이유 / Strawberry Moon (통산 3주) |

### 2022년
| 1월 - 1월 9일 (1121회) - IVE / ELEVEN - 1월 16일 (1122회) - IVE / ELEVEN (2주 연속) - 1월 23일 (1123회) - IVE / ELEVEN (트리플 크라운) 2월 - 2월 6일 - 미집계 - 2월 13일 - 미집계 - 2월 20일 (1125회) - GOT the Beat / Step Back (통산 2주) - 2월 27일 (1126회) - 태연 / INVU 3월 - 3월 6일 (1127회) - 태연 / INVU (2주 연속) - 3월 13일 (1128회) - 태연 / INVU (트리플 크라운) - 3월 20일 (1129회) - 김민석 / 취중고백 - 3월 27일 (1130회) - (여자)아이들 / TOMBOY 4월 - 4월 3일 (1131회) - (여자)아이들 / TOMBOY (2주 연속) - 4월 10일 (1132회) - NCT DREAM / 버퍼링 - 4월 17일 (1133회) - BIGBANG / 봄여름가을겨울 - 4월 24일 (1134회) - BIGBANG / 봄여름가을겨울 (2주 연속) 5월 - 5월 1일 (1135회) - BIGBANG / 봄여름가을겨울 (트리플 크라운) - 5월 8일 (1136회) - IVE / LOVE DIVE - 5월 15일 (1137회) - 싸이 (Prod. & Feat. SUGA of BTS) / That That - 5월 22일 (1138회) - 싸이 (Prod. & Feat. SUGA of BTS) / That That (2주 연속) - 5월 29일 (1139회) - 싸이 (Prod. & Feat. SUGA of BTS) / That That (트리플 크라운) 6월 - 6월 5일 (1140회) - (여자)아이들 / TOMBOY (통산 3주) - 6월 12일 (1141회) - NCT DREAM / Beatbox - 6월 19일 (1142회) - 방탄소년단 / Yet To Come - 6월 26일 (1143회) - 방탄소년단 / Yet To Come (2주 연속) | 7월 - 7월 3일 (1144회) - IVE / LOVE DIVE (통산 2주) - 7월 10일 (1145회) - 나연 / POP! - 7월 17일 (1146회) - IVE / LOVE DIVE (트리플 크라운) - 7월 24일 (1147회) - 나연 / POP! (통산 2주) - 7월 31일 (1148회) - 세븐틴 / _WORLD 8월 - 8월 7일 (1149회) - 나연 / POP! (통산 3주) - 8월 14일 (1150회) - ITZY / SNEAKERS - 8월 21일 (1151회) - NewJeans / Attention - 8월 28일 (1152회) - NewJeans / Attention (2주 연속) 9월 - 9월 4일 (1153회) - BLACKPINK / Pink Venom - 9월 11일 - 미집계 - 9월 18일 (1154회) - BLACKPINK / Pink Venom (통산 2주) - 9월 25일 (1155회) - BLACKPINK / Pink Venom (통산 3주) 10월 - 10월 2일 (1156회) - BLACKPINK / Shut Down - 10월 9일 (1157회) - BLACKPINK / Shut Down (2주 연속) - 10월 16일 (1158회) - BLACKPINK / Shut Down (트리플 크라운) - 10월 23일 (1159회) - IVE / After LIKE (통산 2주) - 10월 30일 - 미집계 11월 - 11월 6일 (1160회) - (여자)아이들 / Nxde - 11월 13일 (1161회) - (여자)아이들 / Nxde (2주 연속) - 11월 20일 (1162회) - (여자)아이들 / Nxde (트리플 크라운) - 11월 27일 (1163회) - 윤하 / 사건의 지평선 12월 - 12월 4일 (1164회) - 윤하 / 사건의 지평선 (2주 연속) - 12월 11일 (1165회) - 윤하 / 사건의 지평선 (트리플 크라운) |

### 2023년
| 1월 - 1월 8일 (1166회) - NewJeans / Ditto - 1월 15일 (1167회) - NewJeans / OMG - 1월 22일 - 미집계 - 1월 29일 (1168회) - NewJeans / Ditto (통산 2주) 2월 - 2월 5일 (1169회) - NewJeans / Ditto (트리플 크라운) - 2월 12일 (1170회) - TOMORROW X TOGETHER / Sugar Rush Ride - 2월 19일 (1171회) - 부석순 (Feat. 이영지) / 파이팅 해야지 - 2월 26일 (1172회) - STAYC / Teddy Bear 3월 - 3월 5일 (1173회) - 더보이즈 / Roar - 3월 12일 - 미집계 - 3월 19일 (1174회) - NewJeans / OMG (통산 2주) - 3월 26일 (1175회) - NewJeans / OMG (트리플 크라운) 4월 - 4월 2일 (1176회) - NewJeans / Hype Boy - 4월 9일 (1177회) - IVE / Kitsch - 4월 16일 (1178회) - 지수 / 꽃 - 4월 23일 (1179회) - IVE / I AM - 4월 30일 (1180회) - 지수 / 꽃 (통산 2주) 5월 - 5월 7일 (1181회) - 세븐틴 / 손오공 - 5월 14일 (1182회) - LE SSERAFIM (Feat. Nile Rodgers) / UNFORGIVEN - 5월 21일 (1183회) - aespa / Spicy - 5월 28일 (1184회) - (여자)아이들 / 퀸카 6월 - 6월 4일 (1185회) - (여자)아이들 / 퀸카 (2주 연속) - 6월 11일 (1186회) - (여자)아이들 / 퀸카 (트리플 크라운) - 6월 18일 (1187회) - IVE / I AM (통산 2주) - 6월 25일 (1188회) - IVE / I AM (트리플 크라운) | 7월 - 7월 2일 (1189회) - 지수 / 꽃 (트리플 크라운) - 7월 9일 (1190회) - 샤이니 / HARD - 7월 16일 (1191회) - LE SSERAFIM / 이브, 프시케 그리고 푸른 수염의 아내 - 7월 23일 (1192회) - NewJeans / Super Shy - 7월 30일 (1193회) - 정국 (Feat. 라토) / Seven 8월 - 8월 6일 (1194회) - 정국 (Feat. 라토) / Seven (2주 연속) - 8월 13일 (1195회) - 정국 (Feat. 라토) / Seven (트리플 크라운) - 8월 20일 (1196회) - NewJeans / Super Shy (통산 2주) - 8월 27일 (1197회) - NewJeans / Super Shy (트리플 크라운) 9월 - 9월 3일 (1198회) - NewJeans / ETA - 9월 10일 (1199회) - NewJeans / ETA (2주 연속) - 9월 17일 (1200회) - AKMU / Love Lee - 9월 24일 - 미집계 10월 - 10월 1일 - 미집계 - 10월 8일 - 미집계 - 10월 15일 (1201회) - AKMU / Love Lee (2주 연속) - 10월 22일 (1202회) - AKMU / Love Lee (트리플 크라운) - 10월 29일 (1203회) - IVE / Either Way 11월 - 11월 5일 (1204회) - 세븐틴 / 음악의 신 - 11월 12일 (1205회) - IVE / Baddie - 11월 19일 (1206회) - IVE / Baddie (2주 연속) - 11월 26일 (1207회) - aespa / Drama 12월 - 12월 3일 (1208회) - IVE / Baddie (트리플 크라운) - 12월 10일 (1209회) - 태연 / To. X |

### 2024년
| 1월 - 1월 7일 (1210회) - aespa / Drama (통산 2주) - 1월 14일 (1211회) - aespa / Drama (트리플 크라운) - 1월 21일 (1212회) - RIIZE / Love 119 - 1월 28일 (1213회) - NMIXX / DASH 2월 - 2월 4일 (1214회) - 아이유 / Love Wins All - 2월 11일 - 미집계 - 2월 18일 (1215회) - 아이유 / Love Wins All (2주 연속) - 2월 25일 (1216회) - 아이유 / Love Wins All (트리플 크라운) 3월 - 3월 3일 (1217회) - LE SSERAFIM / EASY - 3월 10일 (1218회) - LE SSERAFIM / EASY (2주 연속) - 3월 17일 (1219회) - 비비 / 밤양갱 - 3월 24일 (1220회) - TWS / 첫 만남은 계획대로 되지 않아 - 3월 31일 (1221회) - 아이들 / 나는 아픈 건 딱 질색이니까 4월 - 4월 7일 (1222회) - 아이들 / 나는 아픈 건 딱 질색이니까 (2주 연속) - 4월 14일 (1223회) - 아이들 / 나는 아픈 건 딱 질색이니까 (트리플 크라운) - 4월 21일 (1224회) - ILLIT / Magnetic - 4월 28일 (1225회) - ILLIT / Magnetic (2주 연속) 5월 - 5월 5일 (1226회) - ILLIT / Magnetic (트리플 크라운) - 5월 12일 (1227회) - 지코 (Feat. Jennie of BLACKPINK) / SPOT - 5월 19일 (1228회) - 지코 (Feat. Jennie of BLACKPINK) / SPOT (2주 연속) - 5월 26일 (1229회) - aespa / Supernova 6월 - 6월 2일 - 미집계 - 6월 9일 - 미집계 - 6월 16일 (1230회) - aespa / Supernova (통산 2주) - 6월 23일 (1231회) - aespa / Supernova (트리플 크라운) - 6월 30일 (1232회) - RIIZE / Boom Boom Bass | 7월 - 7월 7일 (1233회) - 이영지 (Feat. 도경수) / Small Girl - 7월 14일 (1234회) - 이영지 (Feat. 도경수) / Small Girl (2주 연속) - 7월 21일 - 미집계 - 7월 28일 - 미집계 8월 - 8월 4일 - 미집계 - 8월 11일 (1235회) - 아이들 / 클락션 - 8월 18일 (1236회) - 아이들 / 클락션 (2주 연속) - 8월 25일 (1237회) - 아이들 / 클락션 (트리플 크라운) 9월 - 9월 1일 (1238회) - NMIXX / 별별별 - 9월 8일 (1239회) - ZEROBASEONE / Good So Bad - 9월 15일 - 미집계 - 9월 22일 (1240회) - BOYNEXTDOOR / Nice Guy - 9월 29일 (1241회) - DAY6 / Happy 10월 - 10월 6일 (1242회) - DAY6 / Happy (2주 연속) - 10월 13일 - 미집계 - 10월 20일 - 미집계 - 10월 27일 (1243회) - ROSÉ (feat. Bruno Mars) / APT. 11월 - 11월 3일 (1244회) - ROSÉ (feat. Bruno Mars) / APT. (2주 연속) - 11월 10일 (1245회) - ROSÉ (feat. Bruno Mars) / APT. (트리플 크라운) - 11월 17일 (1246회) - aespa / Whiplash - 11월 24일 (1247회) - aespa / Whiplash (2주 연속) 12월 - 12월 1일 (1248회) - aespa / Whiplash (트리플 크라운) - 12월 8일 - 미집계 - 12월 15일 (1249회) - G-Dragon (feat. 태양, 대성) / Home Sweet Home |

### 2025년
| 1월 - 1월 5일 (1250회) - G-Dragon (feat. 태양, 대성) / Home Sweet Home (2주 연속) - 1월 12일 (1251회) - G-Dragon (feat. 태양, 대성) / Home Sweet Home (트리플 크라운) - 1월 19일 (1252회) - BOYNEXTDOOR / 오늘만 I LOVE YOU - 1월 26일 (1253회) - IVE / Rebel Heart 2월 - 2월 2일 (1254회) - IVE / Rebel Heart (2주 연속) - 2월 9일 (1255회) - IVE / Rebel Heart (트리플 크라운) - 2월 16일 (1256회) - IVE / Attitude - 2월 23일 (1257회) - IVE / Attitude (2주 연속) 3월 - 3월 2일 (1258회) - JISOO / Earthquake - 3월 9일 (1259회) - G-Dragon (feat. Anderson.Paak) / Too Bad - 3월 16일 (1260회) - G-Dragon (feat. Anderson.Paak) / Too Bad (2주 연속) - 3월 23일 (1261회) - G-Dragon (feat. Anderson.Paak) / Too Bad (트리플 크라운) - 3월 30일 (1262회) - NMIXX / Know About Me 4월 - 4월 6일 (1263회) - LE SSERAFIM / Hot - 4월 13일 - 미집계 - 4월 20일 (1264회) - LE SSERAFIM / Hot (2주 연속) - 4월 27일 - 미집계 5월 - 5월 4일 (1265회) - TWS / 마음 따라 뛰는 건 멋지지 않아? - 5월 11일 (1266회) - WOODZ / Drowning - 5월 18일 (1267회) - 투모로우바이투게더 / Love Language - 5월 25일 (1268회) - 보이넥스트도어 / I Feel Good 6월 - 6월 1일 (1269회) - RIIZE / Fly Up - 6월 8일 (1270회) - SEVENTEEN / Thunder - 6월 15일 (1271회) - ENHYPEN / Bad Desire - 6월 22일 (1272회) - WOODZ / Drowning (통산 2주) - 6월 29일 (1273회) - ILLIT / 빌려온 고양이 | 7월 - 7월 6일 (1274회) - aespa / Dirty Work - 7월 13일 (1275회) - aespa / Dirty Work (2주 연속) - 7월 20일 - 미집계 - 7월 27일 - 미집계 8월 - 8월 3일 (1276회) - BLACKPINK / 뛰어 (Jump) - 8월 10일 (1277회) - BLACKPINK / 뛰어 (Jump) (2주 연속) - 8월 17일 (1278회) - BLACKPINK / 뛰어 (Jump) (트리플 크라운) - 8월 24일 (1279회) - |

## 인기가요 차트 트리플 크라운 수상자
- 3주 연속 1위를 한 음원은 '인기가요 차트 명예의 전당'에 오르게 되며, 이후 차트에서는 제외된다 (2013.03 ~ 현재)[130]

| - 2013년 - 1대: 싸이 / GENTLEMAN (2013.05.05) - 2대: EXO / 으르렁 (2013.09.01) - 2014년 - 3대: 악동뮤지션 / 200% (2014.05.04) - 4대: EXO-K / 중독 (2014.06.01) - 5대: 태양 / 눈, 코, 입 (2014.07.06) - 6대: 씨스타 / Touch My Body (2014.08.17) - 7대: 에이핑크 / LUV (2014.12.28) - 2015년 - 8대: EXO / CALL ME BABY (2015.04.19) - 9대: 빅뱅 / LOSER (2015.05.24) - 10대: 소녀시대 / Lion Heart (2015.09.13) - 11대: 태연 / I (2015.11.22) - 12대: 싸이 / DADDY (2015.12.27) - 2016년 - 13대: 수지·백현 / Dream (2016.01.31) - 14대: 여자친구 / 시간을 달려서 (2016.02.28) - 15대: 트와이스 / CHEER UP (2016.05.29) - 16대: 여자친구 / 너 그리고 나 (2016.08.07) - 17대: 트와이스 / TT (2016.11.20) - 2017년 - 18대: 빅뱅 / 에라 모르겠다 (2017.01.08) - 19대: 트와이스 / KNOCK KNOCK (2017.03.19) - 20대: 아이유 / 팔레트 (2017.05.14) - 21대: 트와이스 / SIGNAL (2017.06.11) - 22대: 블랙핑크 / 마지막처럼 (2017.07.16) - 23대: 선미 / 가시나 (2017.09.24) - 24대: 방탄소년단 / DNA (2017.10.15) - 25대: 트와이스 / LIKEY (2017.11.26) - 2018년 - 26대: 트와이스 / Heart shaker (2018.01.07) - 27대: iKON / 사랑을 했다 (2018.03.04) - 28대: 마마무 / 별이 빛나는 밤 (2018.04.01) - 29대: 트와이스 / What is Love? (2018.05.06) - 30대: 방탄소년단 / Fake Love (2018.06.10) - 31대: 블랙핑크 / 뚜두뚜두 (2018.07.08) - 32대: 트와이스 / Dance The Night Away (2018.08.05) - 33대: 방탄소년단 / IDOL (2018.09.16) - 34대: 아이유 / 삐삐 (2018.11.04) - 35대: 제니 / SOLO (2018.12.16) - 2019년 - 36대: ITZY / 달라달라 (2019.03.10) - 37대: 방탄소년단 / 작은 것들을 위한 시 (Boy With Luv) (2019.05.19) - 38대: 아이유 / Blueming (2019.12.15) - 39대: 마마무 / HIP (2019.12.29) - 2020년 - 40대: 레드벨벳 / Psycho (2020.01.19) - 41대: 지코 / 아무노래 (2020.02.09) - 42대: 방탄소년단 / ON (2020.03.15) - 43대: ITZY / WANNABE (2020.04.05) - 44대: 아이유 / 에잇 (2020.05.31) - 45대: 블랙핑크 / How You Like That (2020.07.19) - 46대: 화사 / 마리아 (2020.08.09) - 47대: 방탄소년단 / Dynamite (2020.09.13) - 48대: 블랙핑크 / Ice Cream (2020.10.04) - 49대: 블랙핑크 / Lovesick Girls (2020.10.25) - 50대: 방탄소년단 / Life Goes On (2020.12.13) - 2021년 - 51대: 트와이스 / I CAN'T STOP ME (2021.01.03) - 52대: 아이유 Celebrity (2021.02.28) - 53대: 아이유 / 라일락 (2021.04.18) - 54대: 브레이브걸스 / 롤린 (2021.05.09) - 55대: 방탄소년단 / Butter (2021.06.13) - 56대: 방탄소년단 / Permission To Dance (2021.08.15) - 57대: 이무진 / 신호등 (2021.09.26) - 58대: aespa / Savage (2021.12.05) - 59대: 아이유 / Strawberry Moon (2021.12.12) - 2022년 - 60대: IVE / ELEVEN (2022.01.23) - 61대: 태연 / INVU (2022.03.13) - 62대: 빅뱅 / 봄여름가을겨울 (2022.05.01) - 63대: 싸이 / That That (2022.05.29) - 64대: (여자)아이들 / TOMBOY (2022.06.05) - 65대: IVE / LOVE DIVE (2022.07.17) - 66대: 나연 / POP! (2022.08.07) - 67대: BLACKPINK / Pink Venom (2022.09.25) - 68대: BLACKPINK / Shut Down (2022.10.16) - 69대: (여자)아이들 / Nxde (2022.11.20) - 70대: 윤하 / 사건의 지평선 (2022.12.11) - 2023년 - 71대: NewJeans / Ditto (2023.02.05) - 72대: NewJeans / OMG (2023.03.26) - 73대: (여자)아이들 / 퀸카 (2023.06.11) - 74대: IVE / I AM (2023.06.25) - 75대: 지수 / 꽃 (2023.07.02) - 76대: 정국 / Seven (2023.08.13) - 77대: NewJeans / Super Shy (2023.08.27) - 78대: AKMU / Love Lee (2023.10.22) - 79대: IVE / Baddie (2023.12.03) - 2024년 - 80대: aespa / Drama (2024.01.14) - 81대: 아이유 / Love Wins All (2024.02.25) - 82대: 아이들 / 나는 아픈 건 딱 질색이니까 (2024.04.14) - 83대: 아일릿 / Magnetic (2024.05.05) - 84대: aespa / Supernova (2024.06.23) - 85대: 아이들 / 클락션 (2024.08.25) - 86대: ROSÉ (feat. Bruno Mars) / APT. (2024.11.10) - 87대: aespa / Whiplash (2024.12.01) - 2025년 - 88대: G-Dragon (feat. 태양, 대성) / Home Sweet Home (2025.01.12) - 89대: IVE / Rebel Heart (2025.02.09) - 90대: G-Dragon (feat. Anderson.Paak) / Too Bad (2025.03.23) - 91대: BLACKPINK / 뛰어 (Jump) (2025.08.17) |

## 같이 보기
- SBS 인기가요
- 써클 차트 (구 가온차트)